# Élections municipales de 2014 dans le Val-d'Oise
Les élections municipales dans le Val-d'Oise se sont déroulées les 23 et 30 mars 2014. 
Le département comporte 185 communes.
Ci-dessous, les résultats de ces élections dans les 66 communes de plus de 3 000 habitants du Val-d'Oise.

## Maires sortants et maires élus
Argenteuil, sous-préfecture du département remporté par le PS en 2008, repasse à droite avec la réélection de Georges Mothron, l'ancien maire. N'enregistrant qu'un seul succès à Chaumontel, la gauche est également battue à Auvers-sur-Oise, Eaubonne, Eragny, Jouy-le-Moutier, Méry-sur-Oise, Montmorency et Taverny. Grande gagnante du scrutin, la droite rafle la mise en se maintenant dans la plupart des grandes villes du département. Les centristes perdent Beauchamp et remportent Beaumont-sur-Oise et Deuil-la-Barre.
| Commune                 | Population | Maire sortant              | Parti | Parti  | Maire élu                  | Parti | Parti  |
| ----------------------- | ---------- | -------------------------- | ----- | ------ | -------------------------- | ----- | ------ |
| Argenteuil              | 104 282    | Philippe Doucet            |       | PS     | Georges Mothron            |       | UMP    |
| Arnouville              | 13 737     | Michel Aumas               |       | UDI    | Michel Aumas               |       | UDI    |
| Auvers-sur-Oise         | 6 789      | Jean-Pierre Béquet         |       | PS     | Isabelle Mezieres          |       | UMP    |
| Beauchamp               | 8 713      | Raymond Lavaud             |       | UDI    | Francine Occis             |       | DVD    |
| Beaumont-sur-Oise       | 9 228      | Fabrice Millereau          |       | DVG    | Nathalie Groux             |       | UDI    |
| Bessancourt             | 6 811      | Jean-Christophe Poulet     |       | EELV   | Jean-Christophe Poulet     |       | EELV   |
| Bezons                  | 28 330     | Dominique Lesparre         |       | PCF    | Dominique Lesparre         |       | PCF    |
| Bouffémont              | 5 942      | Claude Robert              |       | PS     | Claude Robert              |       | PS     |
| Bruyères-sur-Oise       | 3 761      | Alain Garbe                |       | DVG    | Alain Garbe                |       | DVG    |
| Cergy                   | 58 341     | Jean-Paul Jeandon          |       | PS     | Jean-Paul Jeandon          |       | PS     |
| Champagne-sur-Oise      | 4 685      | Joël Berniot               |       | DVD    | Corinne Vasseur            |       | DVD    |
| Chaumontel              | 3 298      | Betty Beaslay              |       | DVD    | Sylvain Saragosa           |       | DVG    |
| Cormeilles-en-Parisis   | 23 497     | Yannick Boedec             |       | UMP    | Yannick Boedec             |       | UMP    |
| Courdimanche            | 6 533      | Elvira Jaouën              |       | PS     | Elvira Jaouën              |       | PS     |
| Deuil-la-Barre          | 21 638     | Jean-Claude Noyer          |       | UMP    | Muriel Scolan              |       | UDI    |
| Domont                  | 14 996     | Jérôme Chartier            |       | UMP    | Jérôme Chartier            |       | UMP    |
| Eaubonne                | 24 300     | François Balageas          |       | PS     | Grégoire Dublineau         |       | UMP    |
| Écouen                  | 7 313      | Bernard Angels             |       | PS     | Bernard Angels             |       | PS     |
| Enghien-les-Bains       | 11 560     | Philippe Sueur             |       | UMP    | Philippe Sueur             |       | UMP    |
| Éragny                  | 16 912     | Dominique Gillot           |       | PS     | Thibault Humbert           |       | UMP    |
| Ermont                  | 27 304     | Hugues Portelli            |       | UMP    | Hugues Portelli            |       | UMP    |
| Ézanville               | 9 262      | Alain Bourgeois            |       | UMP    | Alain Bourgeois            |       | UMP    |
| Fosses                  | 9 574      | Pierre Barros              |       | PCF    | Pierre Barros              |       | PCF    |
| Franconville            | 33 512     | Francis Delattre           |       | UMP    | Francis Delattre           |       | UMP    |
| Garges-lès-Gonesse      | 39 730     | Maurice Lefèvre            |       | UMP    | Maurice Lefèvre            |       | UMP    |
| Gonesse                 | 26 516     | Jean-Pierre Blazy          |       | PS     | Jean-Pierre Blazy          |       | PS     |
| Goussainville           | 31 129     | Alain Louis                |       | PS     | Alain Louis                |       | PS     |
| Groslay                 | 8 620      | Joël Boutier               |       | UMP    | Joël Boutier               |       | UMP    |
| Herblay-sur-Seine       | 26 422     | Patrick Barbe              |       | UMP    | Philippe Rouleau           |       | UMP    |
| Jouy-le-Moutier         | 16 376     | Gilbert Marsac             |       | PS     | Jean-Christophe Veyrine    |       | UMP    |
| L'Isle-Adam             | 11 880     | Axel Poniatowski           |       | UMP    | Axel Poniatowski           |       | UMP    |
| La Frette-sur-Seine     | 4 574      | Maurice Chevigny           |       | DVD    | Maurice Chevigny           |       | DVD    |
| Le Plessis-Bouchard     | 7 763      | Gérard Lambert-Motte       |       | UMP    | Gérard Lambert-Motte       |       | UMP    |
| Le Thillay              | 4 124      | Georges Delhalt            |       | DVG    | Georges Delhalt            |       | DVG    |
| Louvres                 | 9 553      | Jean-Marie Fossier         |       | MoDem  | Jean-Marie Fossier         |       | MoDem  |
| Luzarches               | 4 362      | Patrick Decolin            |       | UMP    | Damien Delrue              |       | DVD    |
| Magny-en-Vexin          | 5 858      | Jean-Pierre Muller         |       | PS     | Jean-Pierre Muller         |       | PS     |
| Marines                 | 3 313      | Jacqueline Maigret         |       | App PS | Jacqueline Maigret         |       | App PS |
| Marly-la-Ville          | 5 502      | André Specq                |       | PCF    | André Specq                |       | PCF    |
| Menucourt               | 5 363      | Éric Proffit-Brulfert      |       | EELV   | Éric Proffit-Brulfert      |       | EELV   |
| Mériel                  | 4 756      | Jean-Louis Delannoy        |       | UMP    | Jean-Louis Delannoy        |       | UMP    |
| Méry-sur-Oise           | 9 290      | Jean-Pierre Pernot         |       | MRC    | Pierre-Edouard Eon         |       | UMP    |
| Montigny-lès-Cormeilles | 19 442     | Jean-Noël Carpentier       |       | MUP    | Jean-Noël Carpentier       |       | MUP    |
| Montmagny               | 14 003     | Patrick Floquet            |       | UMP    | Patrick Floquet            |       | UMP    |
| Montmorency             | 20 945     | François Detton            |       | App PS | Michèle Berthy             |       | UMP    |
| Montsoult               | 3 393      | Jean-Claude Boistard       |       | DVD    | Lucien Mellul              |       | DVD    |
| Osny                    | 16 333     | Jean-Michel Levesque       |       | UMP    | Jean-Michel Levesque       |       | UMP    |
| Parmain                 | 5 553      | Roland Guichard            |       | UMP    | Roland Guichard            |       | UMP    |
| Persan                  | 10 790     | Philippe Cousin            |       | DVD    | Alain Kasse                |       | UMP    |
| Pierrelaye              | 8 012      | Michel Vallade             |       | PCF    | Michel Vallade             |       | PCF    |
| Pontoise                | 29 885     | Philippe Houillon          |       | UMP    | Philippe Houillon          |       | UMP    |
| Presles                 | 3 745      | Pierre Bemels              |       | UMP    | Pierre Bemels              |       | UMP    |
| Puiseux-en-France       | 3 277      | Yves Murru                 |       | UMP    | Yves Murru                 |       | UMP    |
| Saint-Brice-sous-Forêt  | 14 361     | Alain Lorand               |       | UDI    | Alain Lorand               |       | UDI    |
| Saint-Gratien           | 20 453     | Jacqueline Eustache-Brinio |       | UMP    | Jacqueline Eustache-Brinio |       | UMP    |
| Saint-Leu-la-Forêt      | 14 800     | Sébastien Meurant          |       | UMP    | Sébastien Meurant          |       | UMP    |
| Saint-Ouen-l'Aumône     | 23 731     | Alain Richard              |       | PS     | Alain Richard              |       | PS     |
| Saint-Prix              | 7 243      | Jean-Pierre Enjalbert      |       | DLR    | Jean-Pierre Enjalbert      |       | DLR    |
| Sannois                 | 26 707     | Yanick Paternotte          |       | UMP    | Bernard Jamet              |       | DVD    |
| Sarcelles               | 58 398     | François Pupponi           |       | PS     | François Pupponi           |       | PS     |
| Soisy-sous-Montmorency  | 17 531     | Luc Stréhaiano             |       | UMP    | Luc Stréhaiano             |       | UMP    |
| Survilliers             | 3 943      | Jean-Noël Moisset          |       | UMP    | Jean-Noël Moisset          |       | UMP    |
| Taverny                 | 26 195     | Maurice Boscavert          |       | PS     | Florence Portelli          |       | UMP    |
| Vauréal                 | 16 223     | Sylvie Couchot             |       | EELV   | Sylvie Couchot             |       | EELV   |
| Viarmes                 | 5 084      | William Rouyer             |       | UMP    | William Rouyer             |       | UMP    |
| Villiers-le-Bel         | 27 428     | Jean-Louis Marsac          |       | PS     | Jean-Louis Marsac          |       | PS     |

### Résultats en nombre de maires
| Partis       | Partis                               | Maires sortants | Maires élus | Évolution     |
| ------------ | ------------------------------------ | --------------- | ----------- | ------------- |
|              | Union pour un mouvement populaire    | 26              | 32          | 6             |
|              | Divers droite                        | 5               | 6           | 1             |
|              | Union des démocrates et indépendants | 3               | 4           | 1             |
|              | Debout la République                 | 1               | 1           | en stagnation |
|              | Mouvement démocrate                  | 1               | 1           | en stagnation |
| Total droite | Total droite                         | 36              | 44          | 8             |
|              | Parti socialiste                     | 18              | 11          | 7             |
|              | Parti communiste français            | 4               | 4           | en stagnation |
|              | Europe Écologie Les Verts            | 3               | 3           | en stagnation |
|              | Divers gauche                        | 3               | 3           | en stagnation |
|              | Mouvement unitaire progressiste      | 1               | 1           | en stagnation |
|              | Mouvement républicain et citoyen     | 1               | 0           | 1             |
| Total gauche | Total gauche                         | 30              | 22          | 8             |
| Total        | Total                                | 66              | 66          | -             |

## Résultats dans les 66 communes de plus de3 000 habitants

### Argenteuil
- Maire sortant : Philippe Doucet (PS)
- 55 sièges à pourvoir au conseil municipal (population légale 2011 : 104 282 habitants)
- 24 sièges à pourvoir au conseil communautaire (Métropole du Grand Paris)

| Tête de liste            | Tête de liste      | Liste          | Premier tour | Premier tour | Second tour | Second tour | Sièges | Sièges |
| Tête de liste            | Tête de liste      | Liste          | Voix         | %            | Voix        | %           | CM     | CC     |
| ------------------------ | ------------------ | -------------- | ------------ | ------------ | ----------- | ----------- | ------ | ------ |
|                          | Georges Mothron    | UMP            | 11 846       | 44,21        | 14 876      | 50,31       | 42     | 18     |
|                          | Philippe Doucet *  | PS             | 11 191       | 41,76        | 14 689      | 49,68       | 13     | 6      |
|                          | Cécile Sellier     | FG             | 1 774        | 6,62         |             |             |        |        |
|                          | Dominique Mariette | LO             | 837          | 3,12         |             |             |        |        |
|                          | Zouber Sotbar      | DVG            | 689          | 2,57         |             |             |        |        |
|                          | Salah Bellouti     | DVD            | 455          | 1,69         |             |             |        |        |
|                          |                    |                |              |              |             |             |        |        |
| Inscrits                 | Inscrits           | Inscrits       | 52 865       | 100,00       | 52 862      | 100,00      |        |        |
| Abstentions              | Abstentions        | Abstentions    | 24 663       | 46,65        | 21 811      | 41,26       |        |        |
| Votants                  | Votants            | Votants        | 28 202       | 53,35        | 31 051      | 58,74       |        |        |
| Blancs et nuls           | Blancs et nuls     | Blancs et nuls | 1 410        | 5,00         | 1 486       | 4,79        |        |        |
| Exprimés                 | Exprimés           | Exprimés       | 26 792       | 95,00        | 29 565      | 95,21       |        |        |
| * Liste du maire sortant |                    |                |              |              |             |             |        |        |

### Arnouville
- Maire sortant : Michel Aumas (UDI)
- 33 sièges à pourvoir au conseil municipal (population légale 2011 : 13 737 habitants)
- 5 sièges à pourvoir au conseil communautaire (CA Roissy Pays de France)

|                          | Michel Aumas *   | UMP-UDI        | 2 871 | 72,06  | 29 | 5 |  |  |
|                          | Sylvain Lassonde | DVG            | 1 113 | 27,93  | 4  |   |  |  |
|                          |                  |                |       |        |    |   |  |  |
| Inscrits                 | Inscrits         | Inscrits       | 7 841 | 100,00 |    |   |  |  |
| Abstentions              | Abstentions      | Abstentions    | 3 690 | 47,06  |    |   |  |  |
| Votants                  | Votants          | Votants        | 4 151 | 52,94  |    |   |  |  |
| Blancs et nuls           | Blancs et nuls   | Blancs et nuls | 167   | 4,02   |    |   |  |  |
| Exprimés                 | Exprimés         | Exprimés       | 3 984 | 95,98  |    |   |  |  |
| * Liste du maire sortant |                  |                |       |        |    |   |  |  |

### Auvers-sur-Oise
- Maire sortant : Jean-Pierre Béquet (PS)
- 29 sièges à pourvoir au conseil municipal (population légale 2011 : 6 789 habitants)
- 7 sièges à pourvoir au conseil communautaire (CC Sausseron Impressionnistes)

| Tête de liste            | Tête de liste        | Liste          | Premier tour | Premier tour | Second tour | Second tour | Sièges | Sièges |
| Tête de liste            | Tête de liste        | Liste          | Voix         | %            | Voix        | %           | CM     | CC     |
| ------------------------ | -------------------- | -------------- | ------------ | ------------ | ----------- | ----------- | ------ | ------ |
|                          | Isabelle Mezières    | DVD            | 1 422        | 40,51        | 1 949       | 53,63       | 23     | 6      |
|                          | Jean-Pierre Béquet * | PS             | 1 209        | 34,44        | 1 685       | 46,36       | 6      | 1      |
|                          | Claire Houbert       | SE             | 630          | 17,94        |             |             |        |        |
|                          | Nolwenn Clark        | FG             | 249          | 7,09         |             |             |        |        |
|                          |                      |                |              |              |             |             |        |        |
| Inscrits                 | Inscrits             | Inscrits       | 5 388        | 100,00       | 5 387       | 100,00      |        |        |
| Abstentions              | Abstentions          | Abstentions    | 1 798        | 33,37        | 1 622       | 30,11       |        |        |
| Votants                  | Votants              | Votants        | 3 590        | 66,63        | 3 765       | 69,89       |        |        |
| Blancs et nuls           | Blancs et nuls       | Blancs et nuls | 80           | 2,23         | 131         | 3,48        |        |        |
| Exprimés                 | Exprimés             | Exprimés       | 3 510        | 97,77        | 3 634       | 96,52       |        |        |
| * Liste du maire sortant |                      |                |              |              |             |             |        |        |

### Beauchamp
- Maire sortant : Raymond Lavaud (UDI)
- 29 sièges à pourvoir au conseil municipal (population légale 2011 : 8 713 habitants)
- 4 sièges à pourvoir au conseil communautaire (CA Val Parisis)

| Tête de liste  | Tête de liste      | Liste          | Premier tour | Premier tour | Second tour | Second tour | Sièges | Sièges |
| Tête de liste  | Tête de liste      | Liste          | Voix         | %            | Voix        | %           | CM     | CC     |
| -------------- | ------------------ | -------------- | ------------ | ------------ | ----------- | ----------- | ------ | ------ |
|                | Françoise Nordmann | UMP            | 1 326        | 35,87        | 1 522       | 39,40       | 5      | 1      |
|                | Francine Occis     | SE             | 1 228        | 33,22        | 1 550       | 40,13       | 21     | 3      |
|                | Patrick Planche    | DVG            | 787          | 21,29        | 790         | 20,45       | 3      |        |
|                | Guy Brechoteau     | PS-PCF-EELV    | 355          | 9,60         |             |             |        |        |
|                |                    |                |              |              |             |             |        |        |
| Inscrits       | Inscrits           | Inscrits       | 6 667        | 100,00       | 6 667       | 100,00      |        |        |
| Abstentions    | Abstentions        | Abstentions    | 2 875        | 43,12        | 2 707       | 40,60       |        |        |
| Votants        | Votants            | Votants        | 3 792        | 56,88        | 3 960       | 59,40       |        |        |
| Blancs et nuls | Blancs et nuls     | Blancs et nuls | 96           | 2,53         | 98          | 2,47        |        |        |
| Exprimés       | Exprimés           | Exprimés       | 3 696        | 97,47        | 3 862       | 97,53       |        |        |

### Beaumont-sur-Oise
- Maire sortant : Fabrice Millereau (DVG)
- 29 sièges à pourvoir au conseil municipal (population légale 2011 : 9 228 habitants)
- 7 sièges à pourvoir au conseil communautaire (CC du Haut Val-d'Oise)

| Tête de liste  | Tête de liste  | Liste          | Premier tour | Premier tour | Second tour | Second tour | Sièges | Sièges |
| Tête de liste  | Tête de liste  | Liste          | Voix         | %            | Voix        | %           | CM     | CC     |
| -------------- | -------------- | -------------- | ------------ | ------------ | ----------- | ----------- | ------ | ------ |
|                | Didier Privat  | SE             | 1 186        | 40,70        | 1 311       | 40,80       | 6      | 1      |
|                | Nathalie Groux | DVD            | 1 164        | 39,94        | 1 497       | 46,59       | 22     | 6      |
|                | Calvin Job     | PS-PCF-EELV    | 564          | 19,35        | 405         | 12,60       | 1      |        |
|                |                |                |              |              |             |             |        |        |
| Inscrits       | Inscrits       | Inscrits       | 5 149        | 100,00       | 5 149       | 100,00      |        |        |
| Abstentions    | Abstentions    | Abstentions    | 2 105        | 40,88        | 1 852       | 35,97       |        |        |
| Votants        | Votants        | Votants        | 3 044        | 59,12        | 3 297       | 64,03       |        |        |
| Blancs et nuls | Blancs et nuls | Blancs et nuls | 130          | 4,27         | 84          | 2,55        |        |        |
| Exprimés       | Exprimés       | Exprimés       | 2 914        | 95,73        | 3 213       | 97,45       |        |        |

### Bessancourt
- Maire sortant : Jean-Christophe Poulet (EELV)
- 29 sièges à pourvoir au conseil municipal (population légale 2011 : 6 811 habitants)
- 4 sièges à pourvoir au conseil communautaire (CA Val Parisis)

|                          | Jean-Christophe Poulet * | DVG            | 1 654 | 59,88  | 23 | 3 |  |  |
|                          | Francis Balland          | DVD            | 1 108 | 40,12  | 6  | 1 |  |  |
|                          |                          |                |       |        |    |   |  |  |
| Inscrits                 | Inscrits                 | Inscrits       | 4 790 | 100,00 |    |   |  |  |
| Abstentions              | Abstentions              | Abstentions    | 1 920 | 40,08  |    |   |  |  |
| Votants                  | Votants                  | Votants        | 2 870 | 59,92  |    |   |  |  |
| Blancs et nuls           | Blancs et nuls           | Blancs et nuls | 108   | 3,76   |    |   |  |  |
| Exprimés                 | Exprimés                 | Exprimés       | 2 762 | 96,24  |    |   |  |  |
| * Liste du maire sortant |                          |                |       |        |    |   |  |  |

### Bezons
- Maire sortant : Dominique Lesparre (PCF)
- 35 sièges à pourvoir au conseil municipal (population légale 2011 : 28 330 habitants)
- 24 sièges à pourvoir au conseil communautaire (CA Saint Germain Boucles de Seine)

|                          | Dominique Lesparre * | FG-PS-PRG      | 3 969  | 53,23  | 27 | 19 |  |  |
|                          | Olivier Regis        | UMP-UDI        | 2 990  | 40,10  | 7  | 5  |  |  |
|                          | Michel Campagnac     | LO             | 497    | 6,66   | 1  |    |  |  |
|                          |                      |                |        |        |    |    |  |  |
| Inscrits                 | Inscrits             | Inscrits       | 14 775 | 100,00 |    |    |  |  |
| Abstentions              | Abstentions          | Abstentions    | 6 960  | 47,11  |    |    |  |  |
| Votants                  | Votants              | Votants        | 7 815  | 52,89  |    |    |  |  |
| Blancs et nuls           | Blancs et nuls       | Blancs et nuls | 359    | 4,59   |    |    |  |  |
| Exprimés                 | Exprimés             | Exprimés       | 7 456  | 95,41  |    |    |  |  |
| * Liste du maire sortant |                      |                |        |        |    |    |  |  |

### Bouffémont
- Maire sortant : Claude Robert (PS)
- 29 sièges à pourvoir au conseil municipal (population légale 2011 : 5 942 habitants)
- 4 sièges à pourvoir au conseil communautaire (CA Plaine Vallée)

|                          | Claude Robert *   | DVG            | 1 311 | 51,37  | 22 | 3 |  |  |
|                          | Guillaume Besnier | DVD            | 1 241 | 48,62  | 7  | 1 |  |  |
|                          |                   |                |       |        |    |   |  |  |
| Inscrits                 | Inscrits          | Inscrits       | 4 078 | 100,00 |    |   |  |  |
| Abstentions              | Abstentions       | Abstentions    | 1 418 | 34,77  |    |   |  |  |
| Votants                  | Votants           | Votants        | 2 660 | 65,23  |    |   |  |  |
| Blancs et nuls           | Blancs et nuls    | Blancs et nuls | 108   | 4,06   |    |   |  |  |
| Exprimés                 | Exprimés          | Exprimés       | 2 552 | 95,94  |    |   |  |  |
| * Liste du maire sortant |                   |                |       |        |    |   |  |  |

### Bruyères-sur-Oise
- Maire sortant : Alain Garbe
- 27 sièges à pourvoir au conseil municipal (population légale 2011 : 3 761 habitants)
- 4 sièges à pourvoir au conseil communautaire (CC du Haut Val-d'Oise)

|                          | Alain Garbe *  | DVG            | 999   | 100,00 | 27 | 4 |  |  |
|                          |                |                |       |        |    |   |  |  |
| Inscrits                 | Inscrits       | Inscrits       | 2 502 | 100,00 |    |   |  |  |
| Abstentions              | Abstentions    | Abstentions    | 1 322 | 52,84  |    |   |  |  |
| Votants                  | Votants        | Votants        | 1 180 | 47,16  |    |   |  |  |
| Blancs et nuls           | Blancs et nuls | Blancs et nuls | 181   | 15,34  |    |   |  |  |
| Exprimés                 | Exprimés       | Exprimés       | 999   | 84,66  |    |   |  |  |
| * Liste du maire sortant |                |                |       |        |    |   |  |  |

### Cergy
- Maire sortant : Jean-Paul Jeandon (PS)
- 45 sièges à pourvoir au conseil municipal (population légale 2011 : 58 341 habitants)
- 17 sièges à pourvoir au conseil communautaire (CA de Cergy-Pontoise)

| Tête de liste            | Tête de liste       | Liste          | Premier tour | Premier tour | Second tour | Second tour | Sièges | Sièges |
| Tête de liste            | Tête de liste       | Liste          | Voix         | %            | Voix        | %           | CM     | CC     |
| ------------------------ | ------------------- | -------------- | ------------ | ------------ | ----------- | ----------- | ------ | ------ |
|                          | Jean-Paul Jeandon * | PS             | 5 815        | 43,24        | 7 689       | 51,28       | 34     | 13     |
|                          | Thierry Sibieude    | UMP-UDI        | 5 643        | 41,96        | 7 305       | 48,71       | 11     | 4      |
|                          | Françoise Courtin   | PCF            | 1 025        | 7,62         |             |             |        |        |
|                          | Laurent Carius      | DVG            | 503          | 3,74         |             |             |        |        |
|                          | Éric Cassan         | LO             | 283          | 2,10         |             |             |        |        |
|                          | Martine Quenton     | POI            | 177          | 1,31         |             |             |        |        |
|                          |                     |                |              |              |             |             |        |        |
| Inscrits                 | Inscrits            | Inscrits       | 31 410       | 100,00       | 31 410      | 100,00      |        |        |
| Abstentions              | Abstentions         | Abstentions    | 17 385       | 55,35        | 15 882      | 50,56       |        |        |
| Votants                  | Votants             | Votants        | 14 025       | 44,65        | 15 528      | 49,44       |        |        |
| Blancs et nuls           | Blancs et nuls      | Blancs et nuls | 579          | 4,13         | 534         | 3,44        |        |        |
| Exprimés                 | Exprimés            | Exprimés       | 13 446       | 95,87        | 14 994      | 96,56       |        |        |
| * Liste du maire sortant |                     |                |              |              |             |             |        |        |

### Champagne-sur-Oise
- Maire sortant : Joël Berniot
- 27 sièges à pourvoir au conseil municipal (population légale 2011 : 4 685 habitants)
- 5 sièges à pourvoir au conseil communautaire (CC du Haut Val-d'Oise)

| Tête de liste            | Tête de liste    | Liste          | Premier tour | Premier tour | Second tour | Second tour | Sièges | Sièges |
| Tête de liste            | Tête de liste    | Liste          | Voix         | %            | Voix        | %           | CM     | CC     |
| ------------------------ | ---------------- | -------------- | ------------ | ------------ | ----------- | ----------- | ------ | ------ |
|                          | Joël Berniot *   | DVD            | 700          | 36,91        | 776         | 37,89       | 5      | 1      |
|                          | Corinne Vasseur  | DVD            | 666          | 35,12        | 834         | 40,72       | 19     | 4      |
|                          | Catherine Ricoul | DVG            | 530          | 27,95        | 438         | 21,38       | 3      |        |
|                          |                  |                |              |              |             |             |        |        |
| Inscrits                 | Inscrits         | Inscrits       | 3 593        | 100,00       | 3 593       | 100,00      |        |        |
| Abstentions              | Abstentions      | Abstentions    | 1 630        | 45,37        | 1 505       | 41,89       |        |        |
| Votants                  | Votants          | Votants        | 1 963        | 54,63        | 2 088       | 58,11       |        |        |
| Blancs et nuls           | Blancs et nuls   | Blancs et nuls | 67           | 3,41         | 40          | 1,92        |        |        |
| Exprimés                 | Exprimés         | Exprimés       | 1 896        | 96,59        | 2 048       | 98,08       |        |        |
| * Liste du maire sortant |                  |                |              |              |             |             |        |        |

### Chaumontel
- Maire sortant : Betty Beaslay
- 23 sièges à pourvoir au conseil municipal (population légale 2011 : 3 298 habitants)
- 7 sièges à pourvoir au conseil communautaire (CC Carnelle Pays-de-France)

|                          | Sylvain Saragosa | SE             | 908   | 54,96  | 18 | 6 |  |  |
|                          | Betty Beaslay *  | DVD            | 744   | 45,03  | 5  | 1 |  |  |
|                          |                  |                |       |        |    |   |  |  |
| Inscrits                 | Inscrits         | Inscrits       | 2 676 | 100,00 |    |   |  |  |
| Abstentions              | Abstentions      | Abstentions    | 955   | 35,69  |    |   |  |  |
| Votants                  | Votants          | Votants        | 1 721 | 64,31  |    |   |  |  |
| Blancs et nuls           | Blancs et nuls   | Blancs et nuls | 69    | 4,01   |    |   |  |  |
| Exprimés                 | Exprimés         | Exprimés       | 1 652 | 95,99  |    |   |  |  |
| * Liste du maire sortant |                  |                |       |        |    |   |  |  |

### Cormeilles-en-Parisis
- Maire sortant : Yannick Boedec (DVD)
- 35 sièges à pourvoir au conseil municipal (population légale 2011 : 23 497 habitants)
- 8 sièges à pourvoir au conseil communautaire (CA Val Parisis)

|                          | Yannick Boedec * | UMP-UDI        | 6 766  | 78,27  | 32 | 8 |  |  |
|                          | Anita Bernier    | PS             | 1 305  | 15,09  | 2  |   |  |  |
|                          | Alain Quiot      | FG             | 573    | 6,62   | 1  |   |  |  |
|                          |                  |                |        |        |    |   |  |  |
| Inscrits                 | Inscrits         | Inscrits       | 15 449 | 100,00 |    |   |  |  |
| Abstentions              | Abstentions      | Abstentions    | 6 555  | 42,43  |    |   |  |  |
| Votants                  | Votants          | Votants        | 8 894  | 57,57  |    |   |  |  |
| Blancs et nuls           | Blancs et nuls   | Blancs et nuls | 250    | 2,81   |    |   |  |  |
| Exprimés                 | Exprimés         | Exprimés       | 8 644  | 97,19  |    |   |  |  |
| * Liste du maire sortant |                  |                |        |        |    |   |  |  |

### Courdimanche
- Maire sortant : Elvira Jaouën (PS)
- 29 sièges à pourvoir au conseil municipal (population légale 2011 : 6 533 habitants)
- 2 sièges à pourvoir au conseil communautaire (CA de Cergy-Pontoise)

|                          | Elvira Jaouën *  | PS-PCF-EELV    | 1 570 | 62,95  | 24 | 2 |  |  |
|                          | Antoine Vandaele | DVD            | 924   | 37,04  | 5  |   |  |  |
|                          |                  |                |       |        |    |   |  |  |
| Inscrits                 | Inscrits         | Inscrits       | 4 340 | 100,00 |    |   |  |  |
| Abstentions              | Abstentions      | Abstentions    | 1 737 | 40,02  |    |   |  |  |
| Votants                  | Votants          | Votants        | 2 603 | 59,98  |    |   |  |  |
| Blancs et nuls           | Blancs et nuls   | Blancs et nuls | 109   | 4,19   |    |   |  |  |
| Exprimés                 | Exprimés         | Exprimés       | 2 494 | 95,81  |    |   |  |  |
| * Liste du maire sortant |                  |                |       |        |    |   |  |  |

### Deuil-la-Barre
- Maire sortant : Jean-Claude Noyer (UMP)
- 35 sièges à pourvoir au conseil municipal (population légale 2011 : 21 638 habitants)
- 8 sièges à pourvoir au conseil communautaire (CA Plaine Vallée)

| Tête de liste            | Tête de liste        | Liste          | Premier tour | Premier tour | Second tour | Second tour | Sièges | Sièges |
| Tête de liste            | Tête de liste        | Liste          | Voix         | %            | Voix        | %           | CM     | CC     |
| ------------------------ | -------------------- | -------------- | ------------ | ------------ | ----------- | ----------- | ------ | ------ |
|                          | Muriel Scolan        | UDI            | 3 210        | 43,69        | 4 057       | 55,49       | 28     | 6      |
|                          | Jean-Claude Noyer *  | UMP            | 1 995        | 27,15        | 1 622       | 22,18       | 3      | 1      |
|                          | Fabrice Rizzoli      | PS             | 1 388        | 18,89        | 1 631       | 22,31       | 4      | 1      |
|                          | Éric Peschot         | FG             | 517          | 7,03         |             |             |        |        |
|                          | Symphorose Bodjrenou | DVG            | 237          | 3,22         |             |             |        |        |
|                          |                      |                |              |              |             |             |        |        |
| Inscrits                 | Inscrits             | Inscrits       | 14 898       | 100,00       | 14 898      | 100,00      |        |        |
| Abstentions              | Abstentions          | Abstentions    | 7 327        | 49,18        | 7 370       | 49,47       |        |        |
| Votants                  | Votants              | Votants        | 7 571        | 50,82        | 7 528       | 50,53       |        |        |
| Blancs et nuls           | Blancs et nuls       | Blancs et nuls | 224          | 2,96         | 218         | 2,90        |        |        |
| Exprimés                 | Exprimés             | Exprimés       | 7 347        | 97,04        | 7 310       | 97,10       |        |        |
| * Liste du maire sortant |                      |                |              |              |             |             |        |        |

### Domont
- Maire sortant : Jérôme Chartier (UMP)
- 33 sièges à pourvoir au conseil municipal (population légale 2011 : 14 996 habitants)
- 10 sièges à pourvoir au conseil communautaire (CA Plaine Vallée)

|                          | Jérôme Chartier * | UMP            | 4 428 | 78,86  | 30 | 9 |  |  |
|                          | Sophie Bureau     | PS             | 1 187 | 21,13  | 3  | 1 |  |  |
|                          |                   |                |       |        |    |   |  |  |
| Inscrits                 | Inscrits          | Inscrits       | 9 848 | 100,00 |    |   |  |  |
| Abstentions              | Abstentions       | Abstentions    | 3 987 | 40,49  |    |   |  |  |
| Votants                  | Votants           | Votants        | 5 861 | 59,51  |    |   |  |  |
| Blancs et nuls           | Blancs et nuls    | Blancs et nuls | 246   | 4,20   |    |   |  |  |
| Exprimés                 | Exprimés          | Exprimés       | 5 615 | 95,80  |    |   |  |  |
| * Liste du maire sortant |                   |                |       |        |    |   |  |  |

### Eaubonne
- Maire sortant : François Balageas (PS)
- 35 sièges à pourvoir au conseil municipal (population légale 2011 : 24 300 habitants)
- 9 sièges à pourvoir au conseil communautaire (CA Val Parisis)

| Tête de liste            | Tête de liste       | Liste          | Premier tour | Premier tour | Second tour | Second tour | Sièges | Sièges |
| Tête de liste            | Tête de liste       | Liste          | Voix         | %            | Voix        | %           | CM     | CC     |
| ------------------------ | ------------------- | -------------- | ------------ | ------------ | ----------- | ----------- | ------ | ------ |
|                          | Grégoire Dublineau  | UMP            | 3 517        | 40,38        | 5 398       | 58,29       | 28     | 7      |
|                          | François Balageas * | PS-EELV-MRC    | 3 072        | 35,27        | 3 862       | 41,70       | 7      | 2      |
|                          | Jean-Noël Sanchez   | UDI            | 1 023        | 11,74        |             |             |        |        |
|                          | Josée-Paule Dodeman | SE             | 678          | 7,78         |             |             |        |        |
|                          | Marc Schweitzer     | FG             | 419          | 4,81         |             |             |        |        |
|                          |                     |                |              |              |             |             |        |        |
| Inscrits                 | Inscrits            | Inscrits       | 16 712       | 100,00       | 16 712      | 100,00      |        |        |
| Abstentions              | Abstentions         | Abstentions    | 7 643        | 45,73        | 7 084       | 42,39       |        |        |
| Votants                  | Votants             | Votants        | 9 069        | 54,27        | 9 628       | 57,61       |        |        |
| Blancs et nuls           | Blancs et nuls      | Blancs et nuls | 360          | 3,97         | 368         | 3,82        |        |        |
| Exprimés                 | Exprimés            | Exprimés       | 8 709        | 96,03        | 9 260       | 96,18       |        |        |
| * Liste du maire sortant |                     |                |              |              |             |             |        |        |

### Écouen
- Maire sortant : Bernard Angels (PS)
- 29 sièges à pourvoir au conseil municipal (population légale 2011 : 7 313 habitants)
- 4 sièges à pourvoir au conseil communautaire (CA Roissy Pays de France)

|                          | Bernard Angels * | DVG            | 1 734 | 78,92  | 26 | 4 |  |  |
|                          | Bernard Vignes   | FG             | 463   | 21,07  | 3  |   |  |  |
|                          |                  |                |       |        |    |   |  |  |
| Inscrits                 | Inscrits         | Inscrits       | 4 865 | 100,00 |    |   |  |  |
| Abstentions              | Abstentions      | Abstentions    | 2 407 | 49,48  |    |   |  |  |
| Votants                  | Votants          | Votants        | 2 458 | 50,52  |    |   |  |  |
| Blancs et nuls           | Blancs et nuls   | Blancs et nuls | 261   | 10,62  |    |   |  |  |
| Exprimés                 | Exprimés         | Exprimés       | 2 197 | 89,38  |    |   |  |  |
| * Liste du maire sortant |                  |                |       |        |    |   |  |  |

### Enghien-les-Bains
- Maire sortant : Philippe Sueur (DVD)
- 33 sièges à pourvoir au conseil municipal (population légale 2011 : 11 560 habitants)
- 6 sièges à pourvoir au conseil communautaire (CA Plaine Vallée)

|                          | Philippe Sueur *   | UMP            | 2 831 | 66,39  | 29 | 6 |  |  |
|                          | Sophie Maley       | DVG            | 670   | 15,71  | 2  |   |  |  |
|                          | Georges Joly       | DVD            | 390   | 9,14   | 1  |   |  |  |
|                          | Jean-Michel Dubois | FN             | 373   | 8,74   | 1  |   |  |  |
|                          |                    |                |       |        |    |   |  |  |
| Inscrits                 | Inscrits           | Inscrits       | 8 097 | 100,00 |    |   |  |  |
| Abstentions              | Abstentions        | Abstentions    | 3 755 | 46,38  |    |   |  |  |
| Votants                  | Votants            | Votants        | 4 342 | 53,62  |    |   |  |  |
| Blancs et nuls           | Blancs et nuls     | Blancs et nuls | 78    | 1,80   |    |   |  |  |
| Exprimés                 | Exprimés           | Exprimés       | 4 264 | 98,20  |    |   |  |  |
| * Liste du maire sortant |                    |                |       |        |    |   |  |  |

### Éragny
- Maire sortant : Dominique Gillot (PS)
- 33 sièges à pourvoir au conseil municipal (population légale 2011 : 16 912 habitants)
- 5 sièges à pourvoir au conseil communautaire (CA de Cergy-Pontoise)

| Tête de liste            | Tête de liste      | Liste          | Premier tour | Premier tour | Second tour | Second tour | Sièges | Sièges |
| Tête de liste            | Tête de liste      | Liste          | Voix         | %            | Voix        | %           | CM     | CC     |
| ------------------------ | ------------------ | -------------- | ------------ | ------------ | ----------- | ----------- | ------ | ------ |
|                          | Thibault Humbert   | UMP-UDI        | 2 259        | 36,67        | 3 300       | 50,94       | 26     | 4      |
|                          | Dominique Gillot * | PS             | 1 888        | 30,65        | 2 544       | 39,27       | 6      | 1      |
|                          | Stéphane Capdet    | FN             | 1 031        | 16,73        | 634         | 9,78        | 1      |        |
|                          | Pierrette Borgne   | EELV           | 865          | 14,04        |             |             |        |        |
|                          | Agnes Partaix      | POI            | 116          | 1,88         |             |             |        |        |
|                          |                    |                |              |              |             |             |        |        |
| Inscrits                 | Inscrits           | Inscrits       | 11 086       | 100,00       | 11 087      | 100,00      |        |        |
| Abstentions              | Abstentions        | Abstentions    | 4 778        | 43,10        | 4 344       | 39,18       |        |        |
| Votants                  | Votants            | Votants        | 6 308        | 56,90        | 6 743       | 60,82       |        |        |
| Blancs et nuls           | Blancs et nuls     | Blancs et nuls | 149          | 2,36         | 265         | 3,93        |        |        |
| Exprimés                 | Exprimés           | Exprimés       | 6 159        | 97,64        | 6 478       | 96,07       |        |        |
| * Liste du maire sortant |                    |                |              |              |             |             |        |        |

### Ermont
- Maire sortant : Hugues Portelli (UMP)
- 35 sièges à pourvoir au conseil municipal (population légale 2011 : 27 304 habitants)
- 10 sièges à pourvoir au conseil communautaire (CA Val Parisis)

|                          | Hugues Portelli * | UMP-UDI        | 5 912  | 65,47  | 30 | 9 |  |  |
|                          | Mathias Trogrlic  | PS-PCF-EELV    | 2 187  | 24,21  | 4  | 1 |  |  |
|                          | Patrick Von Dahle | EELV           | 565    | 6,25   | 1  |   |  |  |
|                          | Cécile Perraudin  | EXG            | 209    | 2,31   |    |   |  |  |
|                          | Michel Lucarelli  | EXG            | 157    | 1,73   |    |   |  |  |
|                          |                   |                |        |        |    |   |  |  |
| Inscrits                 | Inscrits          | Inscrits       | 18 381 | 100,00 |    |   |  |  |
| Abstentions              | Abstentions       | Abstentions    | 9 001  | 48,97  |    |   |  |  |
| Votants                  | Votants           | Votants        | 9 380  | 51,03  |    |   |  |  |
| Blancs et nuls           | Blancs et nuls    | Blancs et nuls | 350    | 3,73   |    |   |  |  |
| Exprimés                 | Exprimés          | Exprimés       | 9 030  | 96,27  |    |   |  |  |
| * Liste du maire sortant |                   |                |        |        |    |   |  |  |

### Ézanville
- Maire sortant : Alain Bourgeois (UMP)
- 29 sièges à pourvoir au conseil municipal (population légale 2011 : 9 262 habitants)
- 6 sièges à pourvoir au conseil communautaire (CA Plaine Vallée)

| Tête de liste            | Tête de liste     | Liste          | Premier tour | Premier tour | Second tour | Second tour | Sièges | Sièges |
| Tête de liste            | Tête de liste     | Liste          | Voix         | %            | Voix        | %           | CM     | CC     |
| ------------------------ | ----------------- | -------------- | ------------ | ------------ | ----------- | ----------- | ------ | ------ |
|                          | Alain Bourgeois * | UMP            | 1 538        | 44,80        | 1 705       | 48,65       | 22     | 5      |
|                          | Philippe Demaret  | PS             | 1 086        | 31,63        | 1 150       | 32,81       | 5      | 1      |
|                          | Éric Battaglia    | DVD            | 809          | 23,56        | 649         | 18,52       | 2      |        |
|                          |                   |                |              |              |             |             |        |        |
| Inscrits                 | Inscrits          | Inscrits       | 6 304        | 100,00       | 6 304       | 100,00      |        |        |
| Abstentions              | Abstentions       | Abstentions    | 2 740        | 43,46        | 2 730       | 43,31       |        |        |
| Votants                  | Votants           | Votants        | 3 564        | 56,54        | 3 574       | 56,69       |        |        |
| Blancs et nuls           | Blancs et nuls    | Blancs et nuls | 131          | 3,68         | 70          | 1,96        |        |        |
| Exprimés                 | Exprimés          | Exprimés       | 3 433        | 96,32        | 3 504       | 98,04       |        |        |
| * Liste du maire sortant |                   |                |              |              |             |             |        |        |

### Fosses
- Maire sortant : Pierre Barros (PCF)
- 29 sièges à pourvoir au conseil municipal (population légale 2011 : 9 574 habitants)
- 4 sièges à pourvoir au conseil communautaire (CA Roissy Pays de France)

|                          | Pierre Barros *    | FG-EELV        | 1 883 | 50,09  | 22 | 3 |  |  |
|                          | Frédéric Deschamps | UMP-UDI        | 1 876 | 49,90  | 7  | 1 |  |  |
|                          |                    |                |       |        |    |   |  |  |
| Inscrits                 | Inscrits           | Inscrits       | 6 442 | 100,00 |    |   |  |  |
| Abstentions              | Abstentions        | Abstentions    | 2 479 | 38,48  |    |   |  |  |
| Votants                  | Votants            | Votants        | 3 963 | 61,52  |    |   |  |  |
| Blancs et nuls           | Blancs et nuls     | Blancs et nuls | 204   | 5,15   |    |   |  |  |
| Exprimés                 | Exprimés           | Exprimés       | 3 759 | 94,85  |    |   |  |  |
| * Liste du maire sortant |                    |                |       |        |    |   |  |  |

### Franconville
- Maire sortant : Francis Delattre (UMP)
- 39 sièges à pourvoir au conseil municipal (population légale 2011 : 33 512 habitants)
- 12 sièges à pourvoir au conseil communautaire (CA Val Parisis)

| Tête de liste            | Tête de liste       | Liste          | Premier tour | Premier tour | Second tour | Second tour | Sièges | Sièges |
| Tête de liste            | Tête de liste       | Liste          | Voix         | %            | Voix        | %           | CM     | CC     |
| ------------------------ | ------------------- | -------------- | ------------ | ------------ | ----------- | ----------- | ------ | ------ |
|                          | Francis Delattre *  | UMP            | 5 214        | 48,93        | 5 678       | 52,71       | 30     | 9      |
|                          | Antoine Raisseguier | PS-PCF-EELV    | 3 029        | 28,42        | 3 630       | 33,70       | 7      | 2      |
|                          | Jean-Luc Mayenobe   | FN             | 1 721        | 16,15        | 1 463       | 13,58       | 2      | 1      |
|                          | Michèle Auboin      | FG             | 691          | 6,48         |             |             |        |        |
|                          |                     |                |              |              |             |             |        |        |
| Inscrits                 | Inscrits            | Inscrits       | 21 277       | 100,00       | 21 277      | 100,00      |        |        |
| Abstentions              | Abstentions         | Abstentions    | 10 240       | 48,13        | 10 169      | 47,79       |        |        |
| Votants                  | Votants             | Votants        | 11 037       | 51,87        | 11 108      | 52,21       |        |        |
| Blancs et nuls           | Blancs et nuls      | Blancs et nuls | 382          | 3,46         | 337         | 3,03        |        |        |
| Exprimés                 | Exprimés            | Exprimés       | 10 655       | 96,54        | 10 771      | 96,97       |        |        |
| * Liste du maire sortant |                     |                |              |              |             |             |        |        |

### Garges-lès-Gonesse
- Maire sortant : Maurice Lefèvre (UMP)
- 39 sièges à pourvoir au conseil municipal (population légale 2011 : 39 730 habitants)
- 15 sièges à pourvoir au conseil communautaire (CA Roissy Pays de France)

| Tête de liste            | Tête de liste         | Liste          | Premier tour | Premier tour | Second tour | Second tour | Sièges | Sièges |
| Tête de liste            | Tête de liste         | Liste          | Voix         | %            | Voix        | %           | CM     | CC     |
| ------------------------ | --------------------- | -------------- | ------------ | ------------ | ----------- | ----------- | ------ | ------ |
|                          | Maurice Lefèvre *     | UMP-UDI        | 3 534        | 44,25        | 4 271       | 49,56       | 30     | 12     |
|                          | Hussein Mokhtari      | PS             | 1 853        | 23,20        | 3 300       | 38,29       | 7      | 3      |
|                          | Francis Parny         | FG             | 1 309        | 16,39        |             |             |        |        |
|                          | Marie-France Blanchet | DVD            | 1 290        | 16,15        | 1 046       | 12,13       | 2      |        |
|                          |                       |                |              |              |             |             |        |        |
| Inscrits                 | Inscrits              | Inscrits       | 17 142       | 100,00       | 17 166      | 100,00      |        |        |
| Abstentions              | Abstentions           | Abstentions    | 8 809        | 51,39        | 8 184       | 47,68       |        |        |
| Votants                  | Votants               | Votants        | 8 333        | 48,61        | 8 982       | 52,32       |        |        |
| Blancs et nuls           | Blancs et nuls        | Blancs et nuls | 347          | 4,16         | 365         | 4,06        |        |        |
| Exprimés                 | Exprimés              | Exprimés       | 7 986        | 95,84        | 8 617       | 95,94       |        |        |
| * Liste du maire sortant |                       |                |              |              |             |             |        |        |

### Gonesse
- Maire sortant : Jean-Pierre Blazy (PS)
- 35 sièges à pourvoir au conseil municipal (population légale 2011 : 26 516 habitants)
- 10 sièges à pourvoir au conseil communautaire (CA Roissy Pays de France)

|                          | Jean-Pierre Blazy * | PS-PCF-EELV    | 3 482  | 50,96  | 27 | 8 |  |  |
|                          | Claude Tibi         | UDI            | 1 518  | 22,21  | 4  | 1 |  |  |
|                          | Karim Ouchikh       | FN             | 1 433  | 20,97  | 3  | 1 |  |  |
|                          | Mohamed Ouerfelli   | EELV           | 399    | 5,84   | 1  |   |  |  |
|                          |                     |                |        |        |    |   |  |  |
| Inscrits                 | Inscrits            | Inscrits       | 14 427 | 100,00 |    |   |  |  |
| Abstentions              | Abstentions         | Abstentions    | 7 264  | 50,35  |    |   |  |  |
| Votants                  | Votants             | Votants        | 7 163  | 49,65  |    |   |  |  |
| Blancs et nuls           | Blancs et nuls      | Blancs et nuls | 331    | 4,62   |    |   |  |  |
| Exprimés                 | Exprimés            | Exprimés       | 6 832  | 95,38  |    |   |  |  |
| * Liste du maire sortant |                     |                |        |        |    |   |  |  |

### Goussainville
- Maire sortant : Alain Louis (PS)
- 39 sièges à pourvoir au conseil municipal (population légale 2011 : 31 129 habitants)
- 9 sièges à pourvoir au conseil communautaire (CA Roissy Pays de France)

| Tête de liste            | Tête de liste         | Liste          | Premier tour | Premier tour | Second tour | Second tour | Sièges | Sièges |
| Tête de liste            | Tête de liste         | Liste          | Voix         | %            | Voix        | %           | CM     | CC     |
| ------------------------ | --------------------- | -------------- | ------------ | ------------ | ----------- | ----------- | ------ | ------ |
|                          | Élisabeth Hermanville | UMP            | 2 667        | 31,74        | 3 855       | 42,92       | 8      | 2      |
|                          | Alain Louis *         | DVG            | 2 637        | 31,38        | 4 371       | 48,66       | 30     | 7      |
|                          | Luc Broussy           | PS-PCF-EELV    | 1 680        | 19,99        | 11          | 0,12        |        |        |
|                          | Christophe Credeville | FN             | 1 184        | 14,09        | 744         | 8,28        | 1      |        |
|                          | André-Yannick Owona   | UDI            | 234          | 2,78         |             |             |        |        |
|                          |                       |                |              |              |             |             |        |        |
| Inscrits                 | Inscrits              | Inscrits       | 16 226       | 100,00       | 16 227      | 100,00      |        |        |
| Abstentions              | Abstentions           | Abstentions    | 7 534        | 46,43        | 6 957       | 42,87       |        |        |
| Votants                  | Votants               | Votants        | 8 692        | 53,57        | 9 270       | 57,13       |        |        |
| Blancs et nuls           | Blancs et nuls        | Blancs et nuls | 290          | 3,34         | 289         | 3,12        |        |        |
| Exprimés                 | Exprimés              | Exprimés       | 8 402        | 96,66        | 8 981       | 96,88       |        |        |
| * Liste du maire sortant |                       |                |              |              |             |             |        |        |

### Groslay
- Maire sortant : Joël Boutier (UMP)
- 29 sièges à pourvoir au conseil municipal (population légale 2011 : 8 620 habitants)
- 5 sièges à pourvoir au conseil communautaire (CA Plaine Vallée)

| Tête de liste            | Tête de liste    | Liste          | Premier tour | Premier tour | Second tour | Second tour | Sièges | Sièges |
| Tête de liste            | Tête de liste    | Liste          | Voix         | %            | Voix        | %           | CM     | CC     |
| ------------------------ | ---------------- | -------------- | ------------ | ------------ | ----------- | ----------- | ------ | ------ |
|                          | Joël Boutier *   | DVD            | 1 415        | 47,34        | 1 495       | 50,47       | 22     | 4      |
|                          | Marc Poirat      | DVG            | 997          | 33,35        | 1 039       | 35,07       | 5      | 1      |
|                          | Patrick Cancouet | DVD            | 577          | 19,30        | 428         | 14,44       | 2      |        |
|                          |                  |                |              |              |             |             |        |        |
| Inscrits                 | Inscrits         | Inscrits       | 5 318        | 100,00       | 5 298       | 100,00      |        |        |
| Abstentions              | Abstentions      | Abstentions    | 2 218        | 41,71        | 2 270       | 42,85       |        |        |
| Votants                  | Votants          | Votants        | 3 100        | 58,29        | 3 028       | 57,15       |        |        |
| Blancs et nuls           | Blancs et nuls   | Blancs et nuls | 111          | 3,58         | 66          | 2,18        |        |        |
| Exprimés                 | Exprimés         | Exprimés       | 2 989        | 96,42        | 2 962       | 97,82       |        |        |
| * Liste du maire sortant |                  |                |              |              |             |             |        |        |

### Herblay-sur-Seine
- Maire sortant : Patrick Barbe (UMP)
- 35 sièges à pourvoir au conseil municipal (population légale 2011 : 26 422 habitants)
- 9 sièges à pourvoir au conseil communautaire (CA Val Parisis)

|                | Philippe Rouleau  | UMP-UDI        | 4 992  | 50,98  | 27 | 7 |  |  |
|                | Olivier Dalmont   | PS-EELV        | 2 282  | 23,30  | 4  | 1 |  |  |
|                | François Bernieri | DVD            | 1 689  | 17,25  | 3  | 1 |  |  |
|                | Séverine Kaoua    | PCF            | 633    | 6,46   | 1  |   |  |  |
|                | Roger Desmeliers  | LO             | 195    | 1,99   |    |   |  |  |
|                |                   |                |        |        |    |   |  |  |
| Inscrits       | Inscrits          | Inscrits       | 18 448 | 100,00 |    |   |  |  |
| Abstentions    | Abstentions       | Abstentions    | 8 310  | 45,05  |    |   |  |  |
| Votants        | Votants           | Votants        | 10 138 | 54,95  |    |   |  |  |
| Blancs et nuls | Blancs et nuls    | Blancs et nuls | 347    | 3,42   |    |   |  |  |
| Exprimés       | Exprimés          | Exprimés       | 9 791  | 96,58  |    |   |  |  |

### Jouy-le-Moutier
- Maire sortant : Gilbert Marsac (PS)
- 33 sièges à pourvoir au conseil municipal (population légale 2011 : 16 376 habitants)
- 5 sièges à pourvoir au conseil communautaire (CA de Cergy-Pontoise)

| Tête de liste            | Tête de liste           | Liste          | Premier tour | Premier tour | Second tour | Second tour | Sièges | Sièges |
| Tête de liste            | Tête de liste           | Liste          | Voix         | %            | Voix        | %           | CM     | CC     |
| ------------------------ | ----------------------- | -------------- | ------------ | ------------ | ----------- | ----------- | ------ | ------ |
|                          | Jean-Christophe Veyrine | DVD            | 2 625        | 46,60        | 3 350       | 54,46       | 26     | 4      |
|                          | Gilbert Marsac *        | PS             | 2 239        | 39,74        | 2 801       | 45,53       | 7      | 1      |
|                          | Sylvie Foliguet         | EELV           | 554          | 9,83         |             |             |        |        |
|                          | Bruno Potrel            | LO             | 215          | 3,81         |             |             |        |        |
|                          |                         |                |              |              |             |             |        |        |
| Inscrits                 | Inscrits                | Inscrits       | 10 804       | 100,00       | 10 804      | 100,00      |        |        |
| Abstentions              | Abstentions             | Abstentions    | 4 957        | 45,88        | 4 484       | 41,50       |        |        |
| Votants                  | Votants                 | Votants        | 5 847        | 54,12        | 6 320       | 58,50       |        |        |
| Blancs et nuls           | Blancs et nuls          | Blancs et nuls | 214          | 3,66         | 169         | 2,67        |        |        |
| Exprimés                 | Exprimés                | Exprimés       | 5 633        | 96,34        | 6 151       | 97,33       |        |        |
| * Liste du maire sortant |                         |                |              |              |             |             |        |        |

### L'Isle-Adam
- Maire sortant : Axel Poniatowski (UMP)
- 33 sièges à pourvoir au conseil municipal (population légale 2011 : 11 880 habitants)
- 9 sièges à pourvoir au conseil communautaire (CC de la Vallée de l'Oise et des Trois Forêts)

|                          | Axel Poniatowski * | UMP            | 3 454 | 100,00 | 33 | 9 |  |  |
|                          |                    |                |       |        |    |   |  |  |
| Inscrits                 | Inscrits           | Inscrits       | 7 657 | 100,00 |    |   |  |  |
| Abstentions              | Abstentions        | Abstentions    | 3 497 | 45,67  |    |   |  |  |
| Votants                  | Votants            | Votants        | 4 160 | 54,33  |    |   |  |  |
| Blancs et nuls           | Blancs et nuls     | Blancs et nuls | 706   | 16,97  |    |   |  |  |
| Exprimés                 | Exprimés           | Exprimés       | 3 454 | 83,03  |    |   |  |  |
| * Liste du maire sortant |                    |                |       |        |    |   |  |  |

### La Frette-sur-Seine
- Maire sortant : Maurice Chevigny
- 27 sièges à pourvoir au conseil municipal (population légale 2011 : 4 574 habitants)
- 4 sièges à pourvoir au conseil communautaire (CA Val Parisis)

|                          | Maurice Chevigny * | DVD            | 1 482 | 78,45  | 24 | 4 |  |  |
|                          | Pascal Blot        | PS-PCF-EELV    | 407   | 21,54  | 3  |   |  |  |
|                          |                    |                |       |        |    |   |  |  |
| Inscrits                 | Inscrits           | Inscrits       | 3 234 | 100,00 |    |   |  |  |
| Abstentions              | Abstentions        | Abstentions    | 1 257 | 38,87  |    |   |  |  |
| Votants                  | Votants            | Votants        | 1 977 | 61,13  |    |   |  |  |
| Blancs et nuls           | Blancs et nuls     | Blancs et nuls | 88    | 4,45   |    |   |  |  |
| Exprimés                 | Exprimés           | Exprimés       | 1 889 | 95,55  |    |   |  |  |
| * Liste du maire sortant |                    |                |       |        |    |   |  |  |

### Le Plessis-Bouchard
- Maire sortant : Gérard Lambert-Motte (UMP)
- 29 sièges à pourvoir au conseil municipal (population légale 2011 : 7 763 habitants)
- 4 sièges à pourvoir au conseil communautaire (CA Val Parisis)

|                          | Gérard Lambert-Motte * | DVD            | 2 122 | 62,68  | 25 | 4 |  |  |
|                          | Fanny Boyer            | DVG            | 546   | 16,12  | 2  |   |  |  |
|                          | Richard Passard        | FN             | 396   | 11,69  | 1  |   |  |  |
|                          | Luigi Nocera           | SE             | 321   | 9,48   | 1  |   |  |  |
|                          |                        |                |       |        |    |   |  |  |
| Inscrits                 | Inscrits               | Inscrits       | 5 588 | 100,00 |    |   |  |  |
| Abstentions              | Abstentions            | Abstentions    | 2 131 | 38,14  |    |   |  |  |
| Votants                  | Votants                | Votants        | 3 457 | 61,86  |    |   |  |  |
| Blancs et nuls           | Blancs et nuls         | Blancs et nuls | 72    | 2,08   |    |   |  |  |
| Exprimés                 | Exprimés               | Exprimés       | 3 385 | 97,92  |    |   |  |  |
| * Liste du maire sortant |                        |                |       |        |    |   |  |  |

### Le Thillay
- Maire sortant : Georges Delhalt
- 27 sièges à pourvoir au conseil municipal (population légale 2011 : 4 124 habitants)
- 3 sièges à pourvoir au conseil communautaire (CA Roissy Pays de France)

| Tête de liste            | Tête de liste     | Liste          | Premier tour | Premier tour | Second tour | Second tour | Sièges | Sièges |
| Tête de liste            | Tête de liste     | Liste          | Voix         | %            | Voix        | %           | CM     | CC     |
| ------------------------ | ----------------- | -------------- | ------------ | ------------ | ----------- | ----------- | ------ | ------ |
|                          | Georges Delhalt * | DVG            | 556          | 40,00        | 632         | 43,58       | 20     | 2      |
|                          | Jean-Luc Jeanny   | SE             | 487          | 35,03        | 516         | 35,58       | 5      | 1      |
|                          | Vincent Mathurina | SE             | 347          | 24,96        | 302         | 20,82       | 2      |        |
|                          |                   |                |              |              |             |             |        |        |
| Inscrits                 | Inscrits          | Inscrits       | 2 399        | 100,00       | 2 399       | 100,00      |        |        |
| Abstentions              | Abstentions       | Abstentions    | 950          | 39,60        | 897         | 37,39       |        |        |
| Votants                  | Votants           | Votants        | 1 449        | 60,40        | 1 502       | 62,61       |        |        |
| Blancs et nuls           | Blancs et nuls    | Blancs et nuls | 59           | 4,07         | 52          | 3,46        |        |        |
| Exprimés                 | Exprimés          | Exprimés       | 1 390        | 95,93        | 1 450       | 96,54       |        |        |
| * Liste du maire sortant |                   |                |              |              |             |             |        |        |

### Louvres
- Maire sortant : Jean-Marie Fossier (MoDem)
- 29 sièges à pourvoir au conseil municipal (population légale 2011 : 9 553 habitants)
- 4 sièges à pourvoir au conseil communautaire (CA Roissy Pays de France)

|                          | Jean-Marie Fossier * | MoDem          | 1 885 | 59,82  | 24 | 3 |  |  |
|                          | Eddy Thoreau         | PS-PCF-EELV    | 1 095 | 34,75  | 5  | 1 |  |  |
|                          | Patrick Gayraud      | EXG            | 171   | 5,42   |    |   |  |  |
|                          |                      |                |       |        |    |   |  |  |
| Inscrits                 | Inscrits             | Inscrits       | 6 432 | 100,00 |    |   |  |  |
| Abstentions              | Abstentions          | Abstentions    | 3 189 | 49,58  |    |   |  |  |
| Votants                  | Votants              | Votants        | 3 243 | 50,42  |    |   |  |  |
| Blancs et nuls           | Blancs et nuls       | Blancs et nuls | 92    | 2,84   |    |   |  |  |
| Exprimés                 | Exprimés             | Exprimés       | 3 151 | 97,16  |    |   |  |  |
| * Liste du maire sortant |                      |                |       |        |    |   |  |  |

### Luzarches
- Maire sortant : Patrick Decolin
- 27 sièges à pourvoir au conseil municipal (population légale 2011 : 4 362 habitants)
- 8 sièges à pourvoir au conseil communautaire (CC Carnelle Pays-de-France)

| Tête de liste            | Tête de liste     | Liste          | Premier tour | Premier tour | Second tour | Second tour | Sièges | Sièges |
| Tête de liste            | Tête de liste     | Liste          | Voix         | %            | Voix        | %           | CM     | CC     |
| ------------------------ | ----------------- | -------------- | ------------ | ------------ | ----------- | ----------- | ------ | ------ |
|                          | Damien Delrue     | DVD            | 614          | 31,12        | 777         | 37,37       | 19     | 6      |
|                          | Patrick Decolin * | DVD            | 533          | 27,01        | 638         | 30,68       | 4      | 1      |
|                          | Stéphane Decombes | DVG            | 494          | 25,03        | 664         | 31,93       | 4      | 1      |
|                          | Patrick Gomez     | SE             | 332          | 16,82        |             |             |        |        |
|                          |                   |                |              |              |             |             |        |        |
| Inscrits                 | Inscrits          | Inscrits       | 3 107        | 100,00       | 3 107       | 100,00      |        |        |
| Abstentions              | Abstentions       | Abstentions    | 1 088        | 35,02        | 993         | 31,96       |        |        |
| Votants                  | Votants           | Votants        | 2 019        | 64,98        | 2 114       | 68,04       |        |        |
| Blancs et nuls           | Blancs et nuls    | Blancs et nuls | 46           | 2,28         | 35          | 1,66        |        |        |
| Exprimés                 | Exprimés          | Exprimés       | 1 973        | 97,72        | 2 079       | 98,34       |        |        |
| * Liste du maire sortant |                   |                |              |              |             |             |        |        |

### Magny-en-Vexin
- Maire sortant : Jean-Pierre Muller (PS)
- 29 sièges à pourvoir au conseil municipal (population légale 2011 : 5 858 habitants)
- 11 sièges à pourvoir au conseil communautaire (CC Vexin - Val de Seine)

|                          | Jean-Pierre Muller * | PS             | 1 379 | 55,58  | 23 | 9 |  |  |
|                          | Claudine Maugan      | DVD            | 1 102 | 44,41  | 6  | 2 |  |  |
|                          |                      |                |       |        |    |   |  |  |
| Inscrits                 | Inscrits             | Inscrits       | 3 784 | 100,00 |    |   |  |  |
| Abstentions              | Abstentions          | Abstentions    | 1 189 | 31,42  |    |   |  |  |
| Votants                  | Votants              | Votants        | 2 595 | 68,58  |    |   |  |  |
| Blancs et nuls           | Blancs et nuls       | Blancs et nuls | 114   | 4,39   |    |   |  |  |
| Exprimés                 | Exprimés             | Exprimés       | 2 481 | 95,61  |    |   |  |  |
| * Liste du maire sortant |                      |                |       |        |    |   |  |  |

### Marines
- Maire sortant : Jacqueline Maigret
- 23 sièges à pourvoir au conseil municipal (population légale 2011 : 3 313 habitants)
- 6 sièges à pourvoir au conseil communautaire (CC Vexin Centre)

|                          | Jacqueline Maigret *  | DVG            | 982   | 64,22  | 19 | 5 |  |  |
|                          | Bruno Lafont-rapnouil | DVD            | 547   | 35,77  | 4  | 1 |  |  |
|                          |                       |                |       |        |    |   |  |  |
| Inscrits                 | Inscrits              | Inscrits       | 2 200 | 100,00 |    |   |  |  |
| Abstentions              | Abstentions           | Abstentions    | 643   | 29,23  |    |   |  |  |
| Votants                  | Votants               | Votants        | 1 557 | 70,77  |    |   |  |  |
| Blancs et nuls           | Blancs et nuls        | Blancs et nuls | 28    | 1,80   |    |   |  |  |
| Exprimés                 | Exprimés              | Exprimés       | 1 529 | 98,20  |    |   |  |  |
| * Liste du maire sortant |                       |                |       |        |    |   |  |  |

### Marly-la-Ville
- Maire sortant : André Specq (PCF)
- 29 sièges à pourvoir au conseil municipal (population légale 2011 : 5 502 habitants)
- 4 sièges à pourvoir au conseil communautaire (CA Roissy Pays de France)

|                          | André Specq *  | PCF            | 2 092 | 100,00 | 29 | 4 |  |  |
|                          |                |                |       |        |    |   |  |  |
| Inscrits                 | Inscrits       | Inscrits       | 4 185 | 100,00 |    |   |  |  |
| Abstentions              | Abstentions    | Abstentions    | 1 882 | 44,97  |    |   |  |  |
| Votants                  | Votants        | Votants        | 2 303 | 55,03  |    |   |  |  |
| Blancs et nuls           | Blancs et nuls | Blancs et nuls | 211   | 9,16   |    |   |  |  |
| Exprimés                 | Exprimés       | Exprimés       | 2 092 | 90,84  |    |   |  |  |
| * Liste du maire sortant |                |                |       |        |    |   |  |  |

### Menucourt
- Maire sortant : Éric Proffit-Brulfert (EELV)
- 29 sièges à pourvoir au conseil municipal (population légale 2011 : 5 363 habitants)
- 2 sièges à pourvoir au conseil communautaire (CA de Cergy-Pontoise)

|                          | Éric Proffit-Brulfert * | DVG            | 2 169 | 84,69  | 27 | 2 |  |  |
|                          | Florence Svetecz        | PS-PCF-EELV    | 392   | 15,30  | 2  |   |  |  |
|                          |                         |                |       |        |    |   |  |  |
| Inscrits                 | Inscrits                | Inscrits       | 3 909 | 100,00 |    |   |  |  |
| Abstentions              | Abstentions             | Abstentions    | 1 290 | 33,00  |    |   |  |  |
| Votants                  | Votants                 | Votants        | 2 619 | 67,00  |    |   |  |  |
| Blancs et nuls           | Blancs et nuls          | Blancs et nuls | 58    | 2,21   |    |   |  |  |
| Exprimés                 | Exprimés                | Exprimés       | 2 561 | 97,79  |    |   |  |  |
| * Liste du maire sortant |                         |                |       |        |    |   |  |  |

### Mériel
- Maire sortant : Jean-Louis Delannoy
- 27 sièges à pourvoir au conseil municipal (population légale 2011 : 4 756 habitants)
- 6 sièges à pourvoir au conseil communautaire (CC de la Vallée de l'Oise et des Trois Forêts)

|                          | Jean-Louis Delannoy * | UMP            | 1 321 | 66,05  | 23 | 6 |  |  |
|                          | Sylvain De Smet       | DVG            | 426   | 21,30  | 3  |   |  |  |
|                          | Jean-Michel Ruiz      | FG             | 253   | 12,65  | 1  |   |  |  |
|                          |                       |                |       |        |    |   |  |  |
| Inscrits                 | Inscrits              | Inscrits       | 3 552 | 100,00 |    |   |  |  |
| Abstentions              | Abstentions           | Abstentions    | 1 460 | 41,10  |    |   |  |  |
| Votants                  | Votants               | Votants        | 2 092 | 58,90  |    |   |  |  |
| Blancs et nuls           | Blancs et nuls        | Blancs et nuls | 92    | 4,40   |    |   |  |  |
| Exprimés                 | Exprimés              | Exprimés       | 2 000 | 95,60  |    |   |  |  |
| * Liste du maire sortant |                       |                |       |        |    |   |  |  |

### Méry-sur-Oise
- Maire sortant : Jean-Pierre Pernot (MRC)
- 29 sièges à pourvoir au conseil municipal (population légale 2011 : 9 290 habitants)
- 8 sièges à pourvoir au conseil communautaire (CC de la Vallée de l'Oise et des Trois Forêts)

| Tête de liste  | Tête de liste         | Liste          | Premier tour | Premier tour | Second tour | Second tour | Sièges | Sièges |
| Tête de liste  | Tête de liste         | Liste          | Voix         | %            | Voix        | %           | CM     | CC     |
| -------------- | --------------------- | -------------- | ------------ | ------------ | ----------- | ----------- | ------ | ------ |
|                | Pierre-Édouard Eon    | UMP            | 1 623        | 43,91        | 2 098       | 56,91       | 23     | 7      |
|                | Norbert-Olivier Tembo | DVG            | 839          | 22,70        | 1 262       | 34,23       | 5      | 1      |
|                | Guillaume Vuilletet   | EELV           | 747          | 20,21        |             |             |        |        |
|                | Christophe Carlier    | UDI-MoDem      | 487          | 13,17        | 326         | 8,84        | 1      |        |
|                |                       |                |              |              |             |             |        |        |
| Inscrits       | Inscrits              | Inscrits       | 6 321        | 100,00       | 6 322       | 100,00      |        |        |
| Abstentions    | Abstentions           | Abstentions    | 2 503        | 39,60        | 2 487       | 39,34       |        |        |
| Votants        | Votants               | Votants        | 3 818        | 60,40        | 3 835       | 60,66       |        |        |
| Blancs et nuls | Blancs et nuls        | Blancs et nuls | 122          | 3,20         | 149         | 3,89        |        |        |
| Exprimés       | Exprimés              | Exprimés       | 3 696        | 96,80        | 3 686       | 96,11       |        |        |

### Montigny-lès-Cormeilles
- Maire sortant : Jean-Noël Carpentier (MUP)
- 33 sièges à pourvoir au conseil municipal (population légale 2011 : 19 442 habitants)
- 7 sièges à pourvoir au conseil communautaire (CA Val Parisis)

| Tête de liste            | Tête de liste          | Liste          | Premier tour | Premier tour | Second tour | Second tour | Sièges | Sièges |
| Tête de liste            | Tête de liste          | Liste          | Voix         | %            | Voix        | %           | CM     | CC     |
| ------------------------ | ---------------------- | -------------- | ------------ | ------------ | ----------- | ----------- | ------ | ------ |
|                          | Jean-Noël Carpentier * | MUP-PS         | 2 445        | 46,04        | 2 894       | 50,10       | 25     | 6      |
|                          | Modeste Marques        | UMP-UDI-MoDem  | 2 242        | 42,22        | 2 882       | 49,90       | 8      | 1      |
|                          | Pascal Videcoq         | FG-PCF         | 623          | 11,73        |             |             |        |        |
|                          |                        |                |              |              |             |             |        |        |
| Inscrits                 | Inscrits               | Inscrits       | 11 286       | 100,00       | 11 286      | 100,00      |        |        |
| Abstentions              | Abstentions            | Abstentions    | 5 720        | 50,68        | 5 312       | 47,07       |        |        |
| Votants                  | Votants                | Votants        | 5 566        | 49,32        | 5 974       | 52,93       |        |        |
| Blancs et nuls           | Blancs et nuls         | Blancs et nuls | 256          | 4,60         | 198         | 3,31        |        |        |
| Exprimés                 | Exprimés               | Exprimés       | 5 310        | 95,40        | 5 776       | 96,69       |        |        |
| * Liste du maire sortant |                        |                |              |              |             |             |        |        |

### Montmagny
- Maire sortant : Patrick Floquet (UMP)
- 33 sièges à pourvoir au conseil municipal (population légale 2011 : 14 003 habitants)
- 6 sièges à pourvoir au conseil communautaire (CA Plaine Vallée)

| Tête de liste            | Tête de liste     | Liste          | Premier tour | Premier tour | Second tour | Second tour | Sièges | Sièges |
| Tête de liste            | Tête de liste     | Liste          | Voix         | %            | Voix        | %           | CM     | CC     |
| ------------------------ | ----------------- | -------------- | ------------ | ------------ | ----------- | ----------- | ------ | ------ |
|                          | Patrick Floquet * | DVD            | 1 591        | 42,94        | 2 050       | 53,45       | 26     | 5      |
|                          | René Taieb        | DVG            | 993          | 26,80        | 1 332       | 34,73       | 5      | 1      |
|                          | Laurent Poulot    | DVD            | 690          | 18,62        |             |             |        |        |
|                          | Franck Capmarty   | FG-EELV        | 431          | 11,63        | 453         | 11,81       | 2      |        |
|                          |                   |                |              |              |             |             |        |        |
| Inscrits                 | Inscrits          | Inscrits       | 7 919        | 100,00       | 7 919       | 100,00      |        |        |
| Abstentions              | Abstentions       | Abstentions    | 4 037        | 50,98        | 3 903       | 49,29       |        |        |
| Votants                  | Votants           | Votants        | 3 882        | 49,02        | 4 016       | 50,71       |        |        |
| Blancs et nuls           | Blancs et nuls    | Blancs et nuls | 177          | 4,56         | 181         | 4,51        |        |        |
| Exprimés                 | Exprimés          | Exprimés       | 3 705        | 95,44        | 3 835       | 95,49       |        |        |
| * Liste du maire sortant |                   |                |              |              |             |             |        |        |

### Montmorency
- Maire sortant : François Detton (DVG)
- 35 sièges à pourvoir au conseil municipal (population légale 2011 : 20 945 habitants)
- 8 sièges à pourvoir au conseil communautaire (CA Plaine Vallée)

| Tête de liste            | Tête de liste     | Liste          | Premier tour | Premier tour | Second tour | Second tour | Sièges | Sièges |
| Tête de liste            | Tête de liste     | Liste          | Voix         | %            | Voix        | %           | CM     | CC     |
| ------------------------ | ----------------- | -------------- | ------------ | ------------ | ----------- | ----------- | ------ | ------ |
|                          | François Detton * | PS-PCF-EELV    | 2 978        | 39,25        | 3 882       | 48,04       | 8      | 2      |
|                          | Michèle Berthy    | UMP-UDI        | 2 840        | 37,43        | 4 198       | 51,95       | 27     | 6      |
|                          | Philippe Casassus | DVD            | 631          | 8,31         |             |             |        |        |
|                          | Gilles Hecquet    | DVD            | 631          | 8,31         |             |             |        |        |
|                          | Aline Hubert      | DVD            | 507          | 6,68         |             |             |        |        |
|                          |                   |                |              |              |             |             |        |        |
| Inscrits                 | Inscrits          | Inscrits       | 13 463       | 100,00       | 13 460      | 100,00      |        |        |
| Abstentions              | Abstentions       | Abstentions    | 5 674        | 42,15        | 5 193       | 38,58       |        |        |
| Votants                  | Votants           | Votants        | 7 789        | 57,85        | 8 267       | 61,42       |        |        |
| Blancs et nuls           | Blancs et nuls    | Blancs et nuls | 202          | 2,59         | 187         | 2,26        |        |        |
| Exprimés                 | Exprimés          | Exprimés       | 7 587        | 97,41        | 8 080       | 97,74       |        |        |
| * Liste du maire sortant |                   |                |              |              |             |             |        |        |

### Montsoult
- Maire sortant : Jean-Claude Boistard
- 23 sièges à pourvoir au conseil municipal (population légale 2011 : 3 393 habitants)
- 5 sièges à pourvoir au conseil communautaire (CC Carnelle Pays-de-France)

|                | Lucien Mellul             | DVD            | 875   | 54,55  | 18 | 4 |  |  |
|                | Laurence Cartier-boistard | DVD            | 729   | 45,44  | 5  | 1 |  |  |
|                |                           |                |       |        |    |   |  |  |
| Inscrits       | Inscrits                  | Inscrits       | 2 580 | 100,00 |    |   |  |  |
| Abstentions    | Abstentions               | Abstentions    | 907   | 35,16  |    |   |  |  |
| Votants        | Votants                   | Votants        | 1 673 | 64,84  |    |   |  |  |
| Blancs et nuls | Blancs et nuls            | Blancs et nuls | 69    | 4,12   |    |   |  |  |
| Exprimés       | Exprimés                  | Exprimés       | 1 604 | 95,88  |    |   |  |  |

### Osny
- Maire sortant : Jean-Michel Levesque (UMP)
- 33 sièges à pourvoir au conseil municipal (population légale 2011 : 16 333 habitants)
- 5 sièges à pourvoir au conseil communautaire (CA de Cergy-Pontoise)

|                          | Jean-Michel Levesque * | UMP-UDI        | 3 158  | 55,65  | 26 | 5 |  |  |
|                          | Laurent Achite-henni   | DVD            | 1 344  | 23,68  | 4  |   |  |  |
|                          | Pascal-Éric Lalmy      | PS-PCF-EELV    | 1 172  | 20,65  | 3  |   |  |  |
|                          |                        |                |        |        |    |   |  |  |
| Inscrits                 | Inscrits               | Inscrits       | 10 505 | 100,00 |    |   |  |  |
| Abstentions              | Abstentions            | Abstentions    | 4 629  | 44,06  |    |   |  |  |
| Votants                  | Votants                | Votants        | 5 876  | 55,94  |    |   |  |  |
| Blancs et nuls           | Blancs et nuls         | Blancs et nuls | 202    | 3,44   |    |   |  |  |
| Exprimés                 | Exprimés               | Exprimés       | 5 674  | 96,56  |    |   |  |  |
| * Liste du maire sortant |                        |                |        |        |    |   |  |  |

### Parmain
- Maire sortant : Roland Guichard (UMP)
- 29 sièges à pourvoir au conseil municipal (population légale 2011 : 5 553 habitants)
- 5 sièges à pourvoir au conseil communautaire (CC de la Vallée de l'Oise et des Trois Forêts)

|                          | Roland Guichard * | UMP            | 1 410 | 60,90  | 24 | 4 |  |  |
|                          | Mario Steri       | SE             | 905   | 39,09  | 5  | 1 |  |  |
|                          |                   |                |       |        |    |   |  |  |
| Inscrits                 | Inscrits          | Inscrits       | 4 188 | 100,00 |    |   |  |  |
| Abstentions              | Abstentions       | Abstentions    | 1 807 | 43,15  |    |   |  |  |
| Votants                  | Votants           | Votants        | 2 381 | 56,85  |    |   |  |  |
| Blancs et nuls           | Blancs et nuls    | Blancs et nuls | 66    | 2,77   |    |   |  |  |
| Exprimés                 | Exprimés          | Exprimés       | 2 315 | 97,23  |    |   |  |  |
| * Liste du maire sortant |                   |                |       |        |    |   |  |  |

### Persan
- Maire sortant : Philippe Cousin (DVD)
- 33 sièges à pourvoir au conseil municipal (population légale 2011 : 10 790 habitants)
- 8 sièges à pourvoir au conseil communautaire (CC du Haut Val-d'Oise)

|                | Alain Kasse         | UMP-UDI        | 1 767 | 63,42  | 28 | 7 |  |  |
|                | Michelle Rinaldelli | PS             | 616   | 22,11  | 3  | 1 |  |  |
|                | Karim Aichi         | SE             | 403   | 14,46  | 2  |   |  |  |
|                |                     |                |       |        |    |   |  |  |
| Inscrits       | Inscrits            | Inscrits       | 5 284 | 100,00 |    |   |  |  |
| Abstentions    | Abstentions         | Abstentions    | 2 328 | 44,06  |    |   |  |  |
| Votants        | Votants             | Votants        | 2 956 | 55,94  |    |   |  |  |
| Blancs et nuls | Blancs et nuls      | Blancs et nuls | 170   | 5,75   |    |   |  |  |
| Exprimés       | Exprimés            | Exprimés       | 2 786 | 94,25  |    |   |  |  |

### Pierrelaye
- Maire sortant : Michel Vallade (PCF)
- 29 sièges à pourvoir au conseil municipal (population légale 2011 : 8 012 habitants)
- 4 sièges à pourvoir au conseil communautaire (CA Val Parisis)

|                          | Michel Vallade * | PS-PCF-EELV    | 1 523 | 59,09  | 24 | 3 |  |  |
|                          | Éric Bosc        | UMP            | 821   | 31,85  | 4  | 1 |  |  |
|                          | Jocelyne Binet   | DVD            | 233   | 9,04   | 1  |   |  |  |
|                          |                  |                |       |        |    |   |  |  |
| Inscrits                 | Inscrits         | Inscrits       | 4 869 | 100,00 |    |   |  |  |
| Abstentions              | Abstentions      | Abstentions    | 2 215 | 45,49  |    |   |  |  |
| Votants                  | Votants          | Votants        | 2 654 | 54,51  |    |   |  |  |
| Blancs et nuls           | Blancs et nuls   | Blancs et nuls | 77    | 2,90   |    |   |  |  |
| Exprimés                 | Exprimés         | Exprimés       | 2 577 | 97,10  |    |   |  |  |
| * Liste du maire sortant |                  |                |       |        |    |   |  |  |

### Pontoise
- Maire sortant : Philippe Houillon (UMP)
- 35 sièges à pourvoir au conseil municipal (population légale 2011 : 29 885 habitants)
- 9 sièges à pourvoir au conseil communautaire (CA de Cergy-Pontoise)

|                          | Philippe Houillon * | UMP            | 4 153  | 51,67  | 27 | 7 |  |  |
|                          | Corinne Brami       | PS-PCF-EELV    | 1 690  | 21,03  | 4  | 1 |  |  |
|                          | Pascal Bourdou      | DVD            | 1 534  | 19,08  | 3  | 1 |  |  |
|                          | Solveig Hurard      | EXG            | 659    | 8,20   | 1  |   |  |  |
|                          |                     |                |        |        |    |   |  |  |
| Inscrits                 | Inscrits            | Inscrits       | 17 228 | 100,00 |    |   |  |  |
| Abstentions              | Abstentions         | Abstentions    | 8 908  | 51,71  |    |   |  |  |
| Votants                  | Votants             | Votants        | 8 320  | 48,29  |    |   |  |  |
| Blancs et nuls           | Blancs et nuls      | Blancs et nuls | 284    | 3,41   |    |   |  |  |
| Exprimés                 | Exprimés            | Exprimés       | 8 036  | 96,59  |    |   |  |  |
| * Liste du maire sortant |                     |                |        |        |    |   |  |  |

### Presles
- Maire sortant : Pierre Bemels
- 27 sièges à pourvoir au conseil municipal (population légale 2011 : 3 745 habitants)
- 4 sièges à pourvoir au conseil communautaire (CC de la Vallée de l'Oise et des Trois Forêts)

|                          | Pierre Bemels *  | UMP            | 1 066 | 58,79  | 22 | 4 |  |  |
|                          | Laurence Dubin   | SE             | 445   | 24,54  | 3  |   |  |  |
|                          | Frédéric Fisseux | DVG            | 302   | 16,65  | 2  |   |  |  |
|                          |                  |                |       |        |    |   |  |  |
| Inscrits                 | Inscrits         | Inscrits       | 2 752 | 100,00 |    |   |  |  |
| Abstentions              | Abstentions      | Abstentions    | 880   | 31,98  |    |   |  |  |
| Votants                  | Votants          | Votants        | 1 872 | 68,02  |    |   |  |  |
| Blancs et nuls           | Blancs et nuls   | Blancs et nuls | 59    | 3,15   |    |   |  |  |
| Exprimés                 | Exprimés         | Exprimés       | 1 813 | 96,85  |    |   |  |  |
| * Liste du maire sortant |                  |                |       |        |    |   |  |  |

### Puiseux-en-France
- Maire sortant : Yves Murru
- 23 sièges à pourvoir au conseil municipal (population légale 2011 : 3 277 habitants)
- 3 sièges à pourvoir au conseil communautaire (CA Roissy Pays de France)

|                          | Yves Murru *   | UMP            | 906   | 62,56  | 19 | 2 |  |  |
|                          | Christine Mahé | SE             | 542   | 37,43  | 4  | 1 |  |  |
|                          |                |                |       |        |    |   |  |  |
| Inscrits                 | Inscrits       | Inscrits       | 2 569 | 100,00 |    |   |  |  |
| Abstentions              | Abstentions    | Abstentions    | 1 042 | 40,56  |    |   |  |  |
| Votants                  | Votants        | Votants        | 1 527 | 59,44  |    |   |  |  |
| Blancs et nuls           | Blancs et nuls | Blancs et nuls | 79    | 5,17   |    |   |  |  |
| Exprimés                 | Exprimés       | Exprimés       | 1 448 | 94,83  |    |   |  |  |
| * Liste du maire sortant |                |                |       |        |    |   |  |  |

### Saint-Brice-sous-Forêt
- Maire sortant : Alain Lorand (UDI)
- 33 sièges à pourvoir au conseil municipal (population légale 2011 : 14 361 habitants)
- 10 sièges à pourvoir au conseil communautaire (CA Plaine Vallée)

|                          | Alain Lorand * | UMP-UDI        | 3 055 | 68,79  | 28 | 9 |  |  |
|                          | Didier Arnal   | PS             | 1 386 | 31,20  | 5  | 1 |  |  |
|                          |                |                |       |        |    |   |  |  |
| Inscrits                 | Inscrits       | Inscrits       | 9 079 | 100,00 |    |   |  |  |
| Abstentions              | Abstentions    | Abstentions    | 4 390 | 48,35  |    |   |  |  |
| Votants                  | Votants        | Votants        | 4 689 | 51,65  |    |   |  |  |
| Blancs et nuls           | Blancs et nuls | Blancs et nuls | 248   | 5,29   |    |   |  |  |
| Exprimés                 | Exprimés       | Exprimés       | 4 441 | 94,71  |    |   |  |  |
| * Liste du maire sortant |                |                |       |        |    |   |  |  |

### Saint-Gratien
- Maire sortant : Jacqueline Eustache-Brinio (UMP)
- 35 sièges à pourvoir au conseil municipal (population légale 2011 : 20 453 habitants)
- 8 sièges à pourvoir au conseil communautaire (CA Plaine Vallée)

|                          | Jacqueline Eustache-Brinio * | DVD            | 4 803  | 70,93  | 31 | 7 |  |  |
|                          | Philippe Rolland             | PS-PCF-EELV    | 1 444  | 21,32  | 3  | 1 |  |  |
|                          | Abdallah Senbel              | DVG            | 524    | 7,73   | 1  |   |  |  |
|                          |                              |                |        |        |    |   |  |  |
| Inscrits                 | Inscrits                     | Inscrits       | 13 642 | 100,00 |    |   |  |  |
| Abstentions              | Abstentions                  | Abstentions    | 6 584  | 48,26  |    |   |  |  |
| Votants                  | Votants                      | Votants        | 7 058  | 51,74  |    |   |  |  |
| Blancs et nuls           | Blancs et nuls               | Blancs et nuls | 287    | 4,07   |    |   |  |  |
| Exprimés                 | Exprimés                     | Exprimés       | 6 771  | 95,93  |    |   |  |  |
| * Liste du maire sortant |                              |                |        |        |    |   |  |  |

### Saint-Leu-la-Forêt
- Maire sortant : Sébastien Meurant (UMP)
- 33 sièges à pourvoir au conseil municipal (population légale 2011 : 14 800 habitants)
- 6 sièges à pourvoir au conseil communautaire (CA Val Parisis)

|                          | Sébastien Meurant * | UMP            | 3 393  | 53,16  | 26 | 5 |  |  |
|                          | Éric Dubertrand     | PS             | 2 348  | 36,79  | 6  | 1 |  |  |
|                          | Christian Malacain  | FN             | 641    | 10,04  | 1  |   |  |  |
|                          |                     |                |        |        |    |   |  |  |
| Inscrits                 | Inscrits            | Inscrits       | 10 857 | 100,00 |    |   |  |  |
| Abstentions              | Abstentions         | Abstentions    | 4 229  | 38,95  |    |   |  |  |
| Votants                  | Votants             | Votants        | 6 628  | 61,05  |    |   |  |  |
| Blancs et nuls           | Blancs et nuls      | Blancs et nuls | 246    | 3,71   |    |   |  |  |
| Exprimés                 | Exprimés            | Exprimés       | 6 382  | 96,29  |    |   |  |  |
| * Liste du maire sortant |                     |                |        |        |    |   |  |  |

### Saint-Ouen-l'Aumône
- Maire sortant : Alain Richard (PS)
- 35 sièges à pourvoir au conseil municipal (population légale 2011 : 23 731 habitants)
- 7 sièges à pourvoir au conseil communautaire (CA de Cergy-Pontoise)

| Tête de liste            | Tête de liste       | Liste          | Premier tour | Premier tour | Second tour | Second tour | Sièges | Sièges |
| Tête de liste            | Tête de liste       | Liste          | Voix         | %            | Voix        | %           | CM     | CC     |
| ------------------------ | ------------------- | -------------- | ------------ | ------------ | ----------- | ----------- | ------ | ------ |
|                          | Alain Richard *     | PS-PCF-EELV    | 2 829        | 46,85        | 2 914       | 45,97       | 26     | 6      |
|                          | Véronique Pelissier | UMP-UDI        | 2 232        | 36,96        | 2 456       | 38,75       | 7      | 1      |
|                          | Massoud Hadi        | DVG            | 977          | 16,18        | 968         | 15,27       | 2      |        |
|                          |                     |                |              |              |             |             |        |        |
| Inscrits                 | Inscrits            | Inscrits       | 12 455       | 100,00       | 12 455      | 100,00      |        |        |
| Abstentions              | Abstentions         | Abstentions    | 6 156        | 49,43        | 5 937       | 47,67       |        |        |
| Votants                  | Votants             | Votants        | 6 299        | 50,57        | 6 518       | 52,33       |        |        |
| Blancs et nuls           | Blancs et nuls      | Blancs et nuls | 261          | 4,14         | 180         | 2,76        |        |        |
| Exprimés                 | Exprimés            | Exprimés       | 6 038        | 95,86        | 6 338       | 97,24       |        |        |
| * Liste du maire sortant |                     |                |              |              |             |             |        |        |

### Saint-Prix
- Maire sortant : Jean-Pierre Enjalbert (DLR)
- 29 sièges à pourvoir au conseil municipal (population légale 2011 : 7 243 habitants)
- 4 sièges à pourvoir au conseil communautaire (CA Plaine Vallée)

|                          | Jean-Pierre Enjalbert * | DVD            | 2 615 | 84,71  | 27 | 4 |  |  |
|                          | Corinne Selmi           | PS-PCF-EELV    | 472   | 15,28  | 2  |   |  |  |
|                          |                         |                |       |        |    |   |  |  |
| Inscrits                 | Inscrits                | Inscrits       | 5 530 | 100,00 |    |   |  |  |
| Abstentions              | Abstentions             | Abstentions    | 2 300 | 41,59  |    |   |  |  |
| Votants                  | Votants                 | Votants        | 3 230 | 58,41  |    |   |  |  |
| Blancs et nuls           | Blancs et nuls          | Blancs et nuls | 143   | 4,43   |    |   |  |  |
| Exprimés                 | Exprimés                | Exprimés       | 3 087 | 95,57  |    |   |  |  |
| * Liste du maire sortant |                         |                |       |        |    |   |  |  |

### Sannois
- Maire sortant : Yanick Paternotte (UMP)
- 35 sièges à pourvoir au conseil municipal (population légale 2011 : 26 707 habitants)
- 9 sièges à pourvoir au conseil communautaire (CA Val Parisis)

| Tête de liste            | Tête de liste       | Liste          | Premier tour | Premier tour | Second tour | Second tour | Sièges | Sièges |
| Tête de liste            | Tête de liste       | Liste          | Voix         | %            | Voix        | %           | CM     | CC     |
| ------------------------ | ------------------- | -------------- | ------------ | ------------ | ----------- | ----------- | ------ | ------ |
|                          | Bernard Jamet       | DVD            | 3 493        | 39,88        | 4 478       | 48,19       | 26     | 7      |
|                          | Yanick Paternotte * | UMP-UDI        | 3 022        | 34,50        | 3 061       | 32,94       | 6      | 1      |
|                          | Christophe Dulouard | PS-PCF-EELV    | 2 242        | 25,60        | 1 752       | 18,85       | 3      | 1      |
|                          |                     |                |              |              |             |             |        |        |
| Inscrits                 | Inscrits            | Inscrits       | 17 092       | 100,00       | 17 092      | 100,00      |        |        |
| Abstentions              | Abstentions         | Abstentions    | 7 993        | 46,76        | 7 565       | 44,26       |        |        |
| Votants                  | Votants             | Votants        | 9 099        | 53,24        | 9 527       | 55,74       |        |        |
| Blancs et nuls           | Blancs et nuls      | Blancs et nuls | 342          | 3,76         | 236         | 2,48        |        |        |
| Exprimés                 | Exprimés            | Exprimés       | 8 757        | 96,24        | 9 291       | 97,52       |        |        |
| * Liste du maire sortant |                     |                |              |              |             |             |        |        |

### Sarcelles
- Maire sortant : François Pupponi (PS)
- 45 sièges à pourvoir au conseil municipal (population légale 2011 : 58 398 habitants)
- 21 sièges à pourvoir au conseil communautaire (CA Roissy Pays de France)

|                          | François Pupponi * | PS             | 6 946  | 63,12  | 38 | 19 |  |  |
|                          | Marc Sonnet        | UMP-UDI        | 2 280  | 20,72  | 5  | 2  |  |  |
|                          | Farouk Zaoui       | SE             | 705    | 6,40   | 1  |    |  |  |
|                          | Christian Simakala | SE             | 677    | 6,15   | 1  |    |  |  |
|                          | Mourad Boughanda   | SE             | 395    | 3,58   |    |    |  |  |
|                          |                    |                |        |        |    |    |  |  |
| Inscrits                 | Inscrits           | Inscrits       | 27 605 | 100,00 |    |    |  |  |
| Abstentions              | Abstentions        | Abstentions    | 16 072 | 58,22  |    |    |  |  |
| Votants                  | Votants            | Votants        | 11 533 | 41,78  |    |    |  |  |
| Blancs et nuls           | Blancs et nuls     | Blancs et nuls | 530    | 4,60   |    |    |  |  |
| Exprimés                 | Exprimés           | Exprimés       | 11 003 | 95,40  |    |    |  |  |
| * Liste du maire sortant |                    |                |        |        |    |    |  |  |

### Soisy-sous-Montmorency
- Maire sortant : Luc Stréhaiano (UMP)
- 33 sièges à pourvoir au conseil municipal (population légale 2011 : 17 531 habitants)
- 7 sièges à pourvoir au conseil communautaire (CA Plaine Vallée)

|                          | Luc Stréhaiano *   | DVD            | 3 872  | 62,36  | 27 | 6 |  |  |
|                          | Laura Berot        | DVG            | 1 588  | 25,57  | 4  | 1 |  |  |
|                          | François Delcombre | EELV           | 390    | 6,28   | 1  |   |  |  |
|                          | Alain Ananian      | SE             | 359    | 5,78   | 1  |   |  |  |
|                          |                    |                |        |        |    |   |  |  |
| Inscrits                 | Inscrits           | Inscrits       | 12 231 | 100,00 |    |   |  |  |
| Abstentions              | Abstentions        | Abstentions    | 5 846  | 47,80  |    |   |  |  |
| Votants                  | Votants            | Votants        | 6 385  | 52,20  |    |   |  |  |
| Blancs et nuls           | Blancs et nuls     | Blancs et nuls | 176    | 2,76   |    |   |  |  |
| Exprimés                 | Exprimés           | Exprimés       | 6 209  | 97,24  |    |   |  |  |
| * Liste du maire sortant |                    |                |        |        |    |   |  |  |

### Survilliers
- Maire sortant : Jean-Noël Moisset
- 27 sièges à pourvoir au conseil municipal (population légale 2011 : 3 943 habitants)
- 3 sièges à pourvoir au conseil communautaire (CA Roissy Pays de France)

|                          | Jean-Noël Moisset * | DVD            | 981   | 61,31  | 22 | 2 |  |  |
|                          | Anthony Arciero     | DVD            | 619   | 38,68  | 5  | 1 |  |  |
|                          |                     |                |       |        |    |   |  |  |
| Inscrits                 | Inscrits            | Inscrits       | 2 489 | 100,00 |    |   |  |  |
| Abstentions              | Abstentions         | Abstentions    | 840   | 33,75  |    |   |  |  |
| Votants                  | Votants             | Votants        | 1 649 | 66,25  |    |   |  |  |
| Blancs et nuls           | Blancs et nuls      | Blancs et nuls | 49    | 2,97   |    |   |  |  |
| Exprimés                 | Exprimés            | Exprimés       | 1 600 | 97,03  |    |   |  |  |
| * Liste du maire sortant |                     |                |       |        |    |   |  |  |

### Taverny
- Maire sortant : Maurice Boscavert (1942 / 2014) (DVG)
- 35 sièges à pourvoir au conseil municipal (population légale 2011 : 26 195 habitants)
- 9 sièges à pourvoir au conseil communautaire (CA Val Parisis)

| Tête de liste            | Tête de liste       | Liste          | Premier tour | Premier tour | Second tour | Second tour | Sièges | Sièges |
| Tête de liste            | Tête de liste       | Liste          | Voix         | %            | Voix        | %           | CM     | CC     |
| ------------------------ | ------------------- | -------------- | ------------ | ------------ | ----------- | ----------- | ------ | ------ |
|                          | Florence Portelli   | UMP            | 3 735        | 38,59        | 5 224       | 50,69       | 27     | 7      |
|                          | Maurice Boscavert * | PS             | 3 061        | 31,62        | 4 168       | 40,44       | 7      | 2      |
|                          | Alexandre Simonnot  | FN             | 1 581        | 16,33        | 913         | 8,85        | 1      |        |
|                          | Bruno Devoize       | FG             | 1 301        | 13,44        |             |             |        |        |
|                          |                     |                |              |              |             |             |        |        |
| Inscrits                 | Inscrits            | Inscrits       | 18 447       | 100,00       | 18 446      | 100,00      |        |        |
| Abstentions              | Abstentions         | Abstentions    | 8 481        | 45,97        | 7 843       | 42,52       |        |        |
| Votants                  | Votants             | Votants        | 9 966        | 54,03        | 10 603      | 57,48       |        |        |
| Blancs et nuls           | Blancs et nuls      | Blancs et nuls | 288          | 2,89         | 298         | 2,81        |        |        |
| Exprimés                 | Exprimés            | Exprimés       | 9 678        | 97,11        | 10 305      | 97,19       |        |        |
| * Liste du maire sortant |                     |                |              |              |             |             |        |        |

### Vauréal
- Maire sortant : Sylvie Couchot (EELV)
- 33 sièges à pourvoir au conseil municipal (population légale 2011 : 16 223 habitants)
- 5 sièges à pourvoir au conseil communautaire (CA de Cergy-Pontoise)

|                          | Sylvie Couchot * | PS-PCF-EELV    | 2 809  | 53,69  | 26 | 4 |  |  |
|                          | Hervé Techer     | UMP-UDI        | 2 422  | 46,30  | 7  | 1 |  |  |
|                          |                  |                |        |        |    |   |  |  |
| Inscrits                 | Inscrits         | Inscrits       | 11 231 | 100,00 |    |   |  |  |
| Abstentions              | Abstentions      | Abstentions    | 5 607  | 49,92  |    |   |  |  |
| Votants                  | Votants          | Votants        | 5 624  | 50,08  |    |   |  |  |
| Blancs et nuls           | Blancs et nuls   | Blancs et nuls | 393    | 6,99   |    |   |  |  |
| Exprimés                 | Exprimés         | Exprimés       | 5 231  | 93,01  |    |   |  |  |
| * Liste du maire sortant |                  |                |        |        |    |   |  |  |

### Viarmes
- Maire sortant : William Rouyer
- 29 sièges à pourvoir au conseil municipal (population légale 2011 : 5 084 habitants)
- 7 sièges à pourvoir au conseil communautaire (CC Carnelle Pays-de-France)

|                          | William Rouyer * | UMP            | 1 247 | 56,12  | 23 | 6 |  |  |
|                          | Pierre Fulchir   | SE             | 975   | 43,87  | 6  | 1 |  |  |
|                          |                  |                |       |        |    |   |  |  |
| Inscrits                 | Inscrits         | Inscrits       | 3 744 | 100,00 |    |   |  |  |
| Abstentions              | Abstentions      | Abstentions    | 1 403 | 37,47  |    |   |  |  |
| Votants                  | Votants          | Votants        | 2 341 | 62,53  |    |   |  |  |
| Blancs et nuls           | Blancs et nuls   | Blancs et nuls | 119   | 5,08   |    |   |  |  |
| Exprimés                 | Exprimés         | Exprimés       | 2 222 | 94,92  |    |   |  |  |
| * Liste du maire sortant |                  |                |       |        |    |   |  |  |

### Villiers-le-Bel
- Maire sortant : Jean-Louis Marsac (PS)
- 35 sièges à pourvoir au conseil municipal (population légale 2011 : 27 428 habitants)
- 10 sièges à pourvoir au conseil communautaire (CA Roissy Pays de France)

| Tête de liste            | Tête de liste       | Liste          | Premier tour | Premier tour | Second tour | Second tour | Sièges | Sièges |
| Tête de liste            | Tête de liste       | Liste          | Voix         | %            | Voix        | %           | CM     | CC     |
| ------------------------ | ------------------- | -------------- | ------------ | ------------ | ----------- | ----------- | ------ | ------ |
|                          | Jean-Louis Marsac * | PS             | 2 394        | 49,55        | 2 670       | 52,20       | 27     | 8      |
|                          | Thierry Oukoloff    | UMP-UDI        | 1 254        | 25,95        | 1 467       | 28,68       | 5      | 1      |
|                          | Mamadou Konate      | DVG            | 853          | 17,65        | 977         | 19,10       | 3      | 1      |
|                          | Jean-Didier Dossou  | SE             | 330          | 6,83         |             |             |        |        |
|                          |                     |                |              |              |             |             |        |        |
| Inscrits                 | Inscrits            | Inscrits       | 13 700       | 100,00       | 13 719      | 100,00      |        |        |
| Abstentions              | Abstentions         | Abstentions    | 8 533        | 62,28        | 8 368       | 61,00       |        |        |
| Votants                  | Votants             | Votants        | 5 167        | 37,72        | 5 351       | 39,00       |        |        |
| Blancs et nuls           | Blancs et nuls      | Blancs et nuls | 336          | 6,50         | 237         | 4,43        |        |        |
| Exprimés                 | Exprimés            | Exprimés       | 4 831        | 93,50        | 5 114       | 95,57       |        |        |
| * Liste du maire sortant |                     |                |              |              |             |             |        |        |